# Bunuri mobile din domeniul arheologie clasate în patrimoniul cultural național al României aflate în județul Vaslui (tezaur)
Acestă listă conține bunurile mobile din domeniul arheologie clasate în Patrimoniul cultural național al României aflate la momentul clasării în județul Vaslui.
| Foto | Informații generale                           | Detalii tehnice | Descriere | Deținător                                 | Legături |
| ---- | --------------------------------------------- | --- | --- | ----------------------------------------- | -------- |
|      | Cercel                                        | Datare: sec. XIV-XV p. Chr. Descoperit: jud. VASLUI, com. Dumești, Schinetea, La Jigodină Material: Cercel argint prelucrat în tehnica filigranării, a granulării cu veriga din bară de argint răsucită. | Cercelul din argint prezintă următoarele dimensiuni specifice: diametru sferă mare - 2,5 cm, diametru sferă mică - 1,22 cm, diametrul sferă mică (verigă) - 1,27 cm. Cercelul de tâmplă pe verigă cu trei sfere inegale prezintă, pe verigă, deformare mecanică având extremitatea verigii mai depărtată de ultima sferă mică. Veriga s-a lucrat dintr-o sârmă de argint care, la un capăt a fost îndoită și răsucită în torsadă, formându-se partea liberă. Pe restul sârmei au fost înșirate cele trei sfere, distanțate printr-un fir în filigran. Se individualizează prin decorul sferei mari, un brâu central cu 25 de granule, pe margine cu fir în filigran. Emisferele formate din șase petale aveau pe ele câte două granule; petalele fiind unite de câte o granulă de aceeași mărime ca cele de pe brâul sferei mari. Petalele sunt conturate de firul filigranat. Sferele mici au fost confecționate din câte două calote unite printr-un tor spiralat. Fiecare calotă a celor două sfere mici a fost confecționată din câte cinci petale. Petalele sunt decorate, fiecare, cu câte o granulă și conturate cu fir filigranat. Toate granulele de pe petale au suport de sprijin dintr-un fir de filigran. | Muzeul Județean „Ștefan cel Mare”, Vaslui | Cimec    |
|      | Cercel                                        | Datare: sec. XIV-XV p. Chr. Descoperit: jud. VASLUI, com. Dumești, Schinetea, La Jigodină Material: Cercel argint prelucrat în tehnica filigranării, a granulării cu veriga din bară de argint răsucită. | Cercelul din argint prezintă următoarele dimensiuni specifice: diametrul sfera mare - 2,5 cm, diametrul sfera mică - 1,21 cm, diametrul sfera mică (verigă) - 1,17 cm. Cercelul de tâmplă cu trei sfere inegale prezintă, pe verigă, deformare mecanică; capătul verigii cu gaura de prindere este foarte apropiată de sfera mică de la cealaltă extremitate suprapunându-se la o privire din profil al cercelului. Veriga s-a lucrat dintr-o sârmă de argint, care la un capăt a fost îndoită și răsucită în torsadă, formându-se partea liberă. Pe restul sârmei au fost înșirate cele trei sfere, distanțate printr-un fir în filigran. Se individualizează prin decorul sferei mari, un brâu central cu 25 de granule, pe margine cu fir în filigran. Emisferele formate din șase petale sunt decorate cu câte două granule și unite între ele cu câte o granulă; Petalele sunt mărginite prin fir filigranat; Sferele mici prezintă câte cinci petale, decorate cu o granulă, lipită pe un suport creat din fir filigranat și unite printr-un fir spiralat. | Muzeul Județean „Ștefan cel Mare”, Vaslui | Cimec    |
|      | Cercel                                        | Datare: sec. XIV-XV p. Chr. Descoperit: jud. VASLUI, com. Dumești, Schinetea, La Jigodină Material: Cercel argint prelucrat în tehnica filigranării, a granulării cu veriga din bară de argint răsucită. | Cercelul din argint prezintă următoarele dimensiuni specifice: diametru sferă mare - 2,31 cm, diametru sferă mică - 1,30 cm, diametru sfera mică (verigă) - 1,09 cm. Cercelul de tâmplă pe verigă cu trei sfere inegale are veriga lucrată dintr-o sârmă de argint, care la un capăt a fost îndoită și răsucită în torsadă, formându-se partea liberă cu orificiul de prindere. Pe restul sârmei au fost înșirate cele trei sfere, distanțate printr-un fir în filigran. Se individualizează prin decorul sferei mari, cu un brâu central cu 26 de granule, pe margine cu fir în filigran. Emisferele formate din câte cinci petale prezintă câte patru granule; fiecare petală fiind conturată cu fir filigranat dublu. Sferele mici prezintă câte cinci petale, fiecare decorată cu o granulă și conturate cu fir filigranat. | Muzeul Județean „Ștefan cel Mare”, Vaslui | Cimec    |
|      | Cercel                                        | Datare: sec. XIV-XV p. Chr. Descoperit: jud. VASLUI, com. Dumești, Schinetea, La Jigodină Material: Cercel argint prelucrat în tehnica filigranării, a granulării cu veriga din bară de argint răsucită. | Cercelul din argint prezintă următoarele dimensiuni specifice: diametru sferă mare - 2,42 cm, diametru sferă mică - 1,18 cm, diametru sferă mică (verigă) - 1,05 cm. Cercelul de tâmplă pe verigă cu trei sfere inegale prezintă extremitatea verigii mult mai apropiată de sfera mică; prima sferă de pe verigă prezintă o petală ruptă și brâul filigranat, care unește cele două emisfere, este rupt. Sfera mare este formată din două calote unite printr-un brâu din 24 de granule (lipsă două granule din 26) mărginite pe de o parte și de alta de câte un fir filigranat. Cele două calote au fost confecționate din câte cinci petale din tablă de argint, fiecare decorată cu câte patru granule și conturate cu fir filigranat dublu. Veriga s-a lucrat dintr-o sârmă de argint, care la un capăt a fost îndoită și răsucită în torsadă, formându-se partea liberă. Pe restul sârmei au fost înșirate cele trei sfere, distanțate printr-un fir în filigran. Sferele mici prezintă câte cinci petale, fiecare decorată cu câte o granulă, unite printr-un filigran. De asemenea, fiecare petală este conturată cu fir filigranat.                                                                           | Muzeul Județean „Ștefan cel Mare”, Vaslui | Cimec    |
|      | Cercel                                        | Datare: sec. XIV-XV p. Chr. Descoperit: jud. VASLUI, com. Dumești, Schinetea Material: Realizat din argint cu veriga dintr-o bară de argint cu un capăt răsucit și celălalt perforat și aplatizat, cercelul este decorat cu 11 sfere; | Cercel realizat din argint, prezintă următoarele dimensiuni: 18,5 g, diametrul interior la verigă 60 mm, diametrul exterior - 76,2 mm, diametrul sferă - 11,7 / 9,4 mm. Cercelul are veriga lucrată dintr-o bară de argint având unul dintre capete răsucit în spirală și celălat capăt lățit și perforat. Nepereche și bine conservat, cercelul este decorat cu 11 sfere din argint aurit, realizate prin lipirea a câte două emisfere despărțite prin 10 rozete, fiecare prezentând câte șase lobi. Pentru fixarea celor 11 sfere și 10 rozete pe verigă s-a adăugat un manșon la ultima sferă de pe verigă. | Muzeul Județean „Ștefan cel Mare”, Vaslui | Cimec    |
|      | Cercel                                        | Datare: sec. XIV-XV p. Chr. Descoperit: jud. VASLUI, com. Dumești, Schinetea, La Jigodină Material: Realizat din argint cercelul prezintă pe veriga circulară două sfere fixate cu fir în filigran. Firul filigranat este răsucit în spirală pe verigă. Pe fiecare sferă s-au lipit circular câte trei emisfere, decorate cu șapte petale realziate din fir în fili | Cercelul de tâmplă prezenta, la momentul descoperirii, o patină ușor verzuie, datorată prezenței cuprului în argint. Pe veriga circulară, în secțiune transversală, sunt înșirate distanțat două sfere fixate cu un fir în filigran. Firul filigranat este răsucit în spirală pe verigă. Pe fiecare sferă s-au lipit circular câte trei emisfere, decorate cu șapte petale realizate din fir în filigran adunate la bază pe un cerc filigranat. La vârf, fiecare emisferă prezintă o piramidă. | Muzeul Județean „Ștefan cel Mare”, Vaslui | Cimec    |
|      | Cercel                                        | Datare: sec. XIV-XV p. Chr. Descoperit: jud. VASLUI, com. Dumești, Schinetea, La Jigodină Material: Cercel realizat din argint aurit, cu veriga dintr-o bară un capăt aplatizat și perforat, celălalt ar fi trebui să se termine în spirală întocmai ca perechea sa. Pe verigă sunt șapte sfere din care 4 pline realizate prin lipirea a câte două emisfere, cele  | Cercel din argint aurit, având pe verigă 7 sfere cu diametrul variabil - 1,07 / 0,93 cm, lungimea plachetei - 1,70 cm, lățimea plachetei - 0, 92 cm. Cercelul în cauză formează pereche cu cercelul cu nr. inv. 15873. Capătul verigii ar fi trebuit să fie răsucit în spirală. Prezintă la capătul verigii secțiunea transversală dreptunghiulară, iar la celălalt capăt veriga este aplatizată și perforată. Dintre cele 7 sfere de pe verigă, patru sunt pline și trei ajurate; realizate din emisfere compuse din șapte petale formate din fir în filigran, prins la bază pe un suport circular care să permită înșirarea. Un manșon aplatizat, decorat cu fir filigranat și cu trei grupe de câte trei toruri spiralate, fixa sferele pe verigă. Sferele pline sunt realizate prin lipirea a câte două emisfere. | Muzeul Județean „Ștefan cel Mare”, Vaslui | Cimec    |
|      | Cercel                                        | Datare: sec. XIV-XV p. Chr. Descoperit: jud. VASLUI, com. Dumești, Schinetea, La Jigodină Material: Cercel argint aurit, veriga dintr-o bară cu un capăt aplatizat și perforat, și celălalt în spirală. Verigă cu 7 sfere; 4 pline și 3 ajurate. | Cercelul din argint aurit, realizat prin tehnica răsucirii, perforării, ajurării, filigranării, are următoarele dimensiuni; greutatea 8,91 g, diametrul sferei - 1,07 / 0,93 cm, lungimea plachetei - 1,79 cm, lățimea plachetei - 0,92 cm. Cercelul în cauză se deosebește de perechea sa prin starea de conservare relativ bună prin ruperea verigii pe care erau susținute cele 7 sfere. Cercelul prezintă ca și perechea sa, spre capătul verigii răsucite în spirală, secțiunea transversală dreptunghiulară, iar la celălalt capăt veriga este aplatizată și perforată. Sferele de pe verigă sunt patru pline și trei ajurate, având aceeași tehnică de realizare, din emisfere compuse din șapte petale formate din fir în filigran, prins la bază pe un suport circular pentru înșirarea pe verigă. La capăt apare placheta decorată cu un fir filigranat și cu trei grupe de câte trei toruri spiralate, pentru a fixa sferele pe verigă. | Muzeul Județean „Ștefan cel Mare”, Vaslui | Cimec    |
|      | Engolpion                                     | Datare: sec. XIV-XV p. Chr. Descoperit: jud. VASLUI, com. Dumești, Schinetea, La Jigodină Material: Engolpionul lucrat prin ștanțare dn tablă de argint, prezintă o balama montată la extremitatea superioară, realizată prin răsucirea materialului și lipită prin sudare de extremitatea superioară a brațului vertical al crucii și se suspendă de lanț printr-o | Engolpion lucrat prin ștanțare, dintr-o tablă de argint, prezintă o balama montantă la extremitatea superioară și se suspendă de lanț printr-una dintre verigi. Reproducând crucea în trifoi, engolpionul a avut corpul înfășurat cu un fir textil pe locul de unire al brațelor, oblic. Firul înfășurat de câteva ori, formând un „x” a fost extins și la capetele brațelor. | Muzeul Județean „Ștefan cel Mare”, Vaslui | Cimec    |
|      | Lanț engolpion                                | Datare: sec. XIV-XV p. Chr. Descoperit: jud. VASLUI, com. Dumești, Schinetea, La Jigodină Material: Lanțul cu engolpion realizat din argint reprezintă de fapt două lanțuri unite prin două verigi și lucrate prin împletirea în patru muchii a unor sârme din argint.                                                                                              | Lanțul cu engolpion din argint reprezintă de fapt două lanțuri din argint în lungime de 40 cm unite între ele la un capăt printr-o singură verigă de care este prins și engolpionul. La celălalt capăt, fiecare lanț se finalizează prin câte o verigă. Fiecare lanț a fost lucrat prin împletirea în patru muchii a unor sârme din argint. | Muzeul Județean „Ștefan cel Mare”, Vaslui | Cimec    |
|      | Cercel                                        | Datare: sec. XIV-XV p. Chr. Descoperit: jud. VASLUI, com. Dumești, Schinetea, La Jigodină Material: Cercel argint cu piciorul decorat în fir filigranat. Veriga are un capăt aplatizat și perforat. Celălalt capăt prezintă o sferă decorat prin granule. | Realizat din argint, cercelul prezintă următoarele dimensiuni: înălțimea totală - 45,9 mm, înălțime picior - 14,7 mm, diametrul sferei - 11,7/11,9 mm. Cercelul nepereche, în forma semnului de întrebare are un decor complex. Veriga are piciorul înfășurat cu un fir de filigran, cu un capăt aplatizat și perforat. Cele două emisfere unite printr-un tor spiralat, formează montura. Emisferele sunt formate din cinci petale realizate din tablă de argint, decorate cu câte o granulă și conturate cu fir în filigran. Emisfera superioară este perforată pentru trecerea prin verigă; cea inferioară se finalizează printr-o piramidă din patru granule din argint. | Muzeul Județean „Ștefan cel Mare”, Vaslui | Cimec    |
|      | Cercel                                        | Datare: sec. XIV-XV p. Chr. Descoperit: jud. VASLUI, com. Dumești, Schinetea, La Jigodină Material: Cercel din argint în tehnica filigranatului, decorat prin granulare, cu veriga având piciorul înfășurat în fir filigranat. Capătul verigii este aplatizat și perforat.                                                                                          | Cercel din argint realizat prin filigranare, granulare, aplatizare, răsucire, perforare, cu înălțmea de 40,5 mm, înălțimea piciorului verigii este de 11,9 mm, diametrul sferei de 11 mm / 11,5 mm. Cercelul nepereche, în forma semnului de întrebare, are un decor simplu. Veriga are piciorul înfășurat cu un fir de filgran, cu un capăt aplatizat și peforat. Capătul perforat al verigii este rupt. Cele două emisfere unite formează sfera cercelului. Emisfera superioară a fost perforată pentru trecerea prin verigă; cea inferioară este realizată dintr-o piramidă din patru granule din argint, lipite de un suport realizat dintr-un fir de filigran circular. | Muzeul Județean „Ștefan cel Mare”, Vaslui | Cimec    |
|      | Cataramă de centură cu placă                  | Datare: sec. XIV-XV p. Chr. Descoperit: jud. VASLUI, com. Dumești, Schinetea, La Jigodină Material: Cataramă cu placă din argint realizată în tehnică sgraffito și prin ajurare, rulare, lipire, incizare | Cataramă de centură formată din verigă și placă, conservată mediocru, ruptă la descoperire în 7 bucăți. Veriga ovală a fost prinsă de placă printr-o balama cu axul de fier, realizat din tabla rulată. Acul cataramei este decorat cu linii transversale. Veriga prezintă gravate mici ornamente vegetale. Partea lățită, pe care acul cataramei prezintă un motiv cordiform în relief și ajurat la capete cu două cercuri, iar la mijloc cu un motiv vegetal. Placa, împărțită în 3 registre încadrate de torsade, a fost decorată prin sgrafitare. Pe mijloc au câte un motiv palmetă cu patru, respectiv două palmete. Ultimul registru, în relief și ajurat, este decorat cu motive cordiforme în interior și în exterior cu flori de crin. Creanga de brad s-a incizat pe marginea nu prea groasă. Tot în nituri, între cele două părți ale corpului cataramei, s-a fixat capătul fâșiei de piele. | Muzeul Județean „Ștefan cel Mare”, Vaslui | Cimec    |
|      | Garnitură de centură cu placa dreptunghiulară | Datare: sec. XIV-XV p. Chr. Descoperit: jud. VASLUI, com. Dumești, Schinetea, La Jigodină Material: Garnitură de centură realizată din argint aurit prelucrat în tehnica sgraffito, champléve, turnare, nituire și lipire. | Garnitură de centură, care păstrează doar placa ornamentală din tablă de argint aurit, limba și veriga nepăstrându-se. Placa este decorată prin sgrafitare și champléve. Are corpul de formă dreptunghiulară, cu lățimea mai mică spre balama. Placa, formată din două părți din tablă de argint are decupate frontal două deschideri, dispuse axial, în care s-a introdus o placă din argint decorată hașurat. La extremitatea opusă verigii apar două orificii, în care a fost nituită cureaua din piele căptușită cu țesătură textilă. Pe laturile longitudinale au fost gravate două benzi, decorate cu motive tetralobate, crucea în trifoi. La extremități au fost gravate câte o semilună încadrată în alte semiluni și câte două flori de crin. Spațiul care separă cele două deschideri a fost decorat cu un zigzag. | Muzeul Județean „Ștefan cel Mare”, Vaslui | Cimec    |
|      | Garnitură de centură cu placă                 | Datare: sec. XIV-XV p. Chr. Descoperit: jud. VASLUI, com. Dumești, Schinetea, La Jigodină Material: Cataramă realizată din argint aurit prelucrat în tehnica sgraffito, champléve, turnare, nituire și lipire. | Garnitură, alcătuită din cataramă și limbă de curea, realizată din argint aurit și decorată prin sgrafitare și champléve. Are corpul de formă dreptunghiulară, cu lățimea mai mică spre balama. Catarama are o placă formată din două părți din tablă de argint, cu două deschideri decupate frontal, dispuse axial, în care era turnat email (nepăstrat). Pe laturile longitudinale au fost gravate două benzi decorate cu motive tetralobate, crucea în trifoi. În registrul dinspre cataramă s-a gravat un S cu extremitățile de forma unei semi-palmete. Pe cealaltă extremitate, în interiorul unui motiv cordiform, s-au gravat două flori de crin. | Muzeul Județean „Ștefan cel Mare”, Vaslui | Cimec    |
|      | Limbă de centură                              | Datare: sec. XIV-XV p. Chr. Descoperit: jud. VASLUI, com. Dumești, Schinetea, La Jigodină Material: Limbă de centură realizată în tehnică sgraffito, champléve, turnare, nituire și lipire. | Limbă de centură de formă dreptunghiulară, are la capătul liber prelungit în unghi și fața decorată pe laturile lungi, cu două benzi gravate cu motive tetralobate, crucea în trifoi. În registrul interior este gravat un vrej din care se desprind spirale și alte motive vegetale. Spre extremități se păstrează orificiile, prin care a fost prinsă cureaua din piele cu nituri. | Muzeul Județean „Ștefan cel Mare”, Vaslui | Cimec    |
|      | Inel sigilar                                  | Datare: sec. XIV-XV p. Chr. Descoperit: jud. VASLUI, com. Dumești, Schinetea, La Jigodină Material: Inel sigilar din argint realizat în tehnica sgraffito, au repoussée. | Are verigă și chaton-ul realizate din două bucăți îmbinate prin sudare.Veriga este confecționată dintr-o tablă de argint, lată fără decor. Chaton-ul realizat din tablă de argint de formă discoidală prezintă un decor sigilar. Într-un chenar circular realizat din incizii hașurate apare, central, un dreptunghi hașurat. Paralel cu laturile scurte, două linii unesc câte 7 linii incizate perpendicular, iar paralel cu laturile lungi, două motive cordiforme deschise, flanchează o floare și un trapez. | Muzeul Județean „Ștefan cel Mare”, Vaslui | Cimec    |
|      | Degetar din bronz                             | Datare: sec. XIV-XV p. Chr. Descoperit: jud. VASLUI, com. Dumești, Schinetea, La Jigodină Material: Degetar bronz realizat prin turnare și batere | Degetar realizat prin turnare, din bronz, având stare de conservare proastă la momentul descoperirii. De formă tronconică, prezintă pe exterior un decor de împunsături realizat în tehnica au repoussée (ciocănire). | Muzeul Județean „Ștefan cel Mare”, Vaslui | Cimec    |
|      | Brățară din argint cu capetele deschise       | Datare: sec. IV-III a.Chr. Descoperit: jud. VASLUI, com. BUNEȘTI-AVEREȘTI, BUNEȘTI, Dealul Bobului Material: argint; turnare; batere; incizare | Este realizată dintr-o bară subțire de argint, octogonală în secțiune, bara se îngroașă spre capetele desprinse, tăiate drept. La ambele capete are un decor, pe cinci fețe, format din cercuri cu puncte aplicate prin batere, din care se mai păstrează doar trei șiruri de cercuri, celelalte fiind tocite ca urmare a utilizării piesei. Punctele se păstrează în totalitate. | Muzeul Municipal Huși, Huși               | Cimec    |
|      | Brățară din argint cu capetele deschise       | Datare: sec. IV-III a.Chr. Descoperit: jud. VASLUI, com. BUNEȘTI-AVEREȘTI, BUNEȘTI, Dealul Bobului Material: argint; turnare; batere; incizare | Este realizată dintr-o bară subțire de argint, octogonală în secțiune, bara se îngroașă spre capetele desprinse, tăiate drept. La ambele capete are un decor, pe cinci fețe, format din linii de 9, 10 și 11 cercuri incizate. Piesa prezintă două fisuri în secțiune. | Muzeul Municipal Huși, Huși               | Cimec    |
|      | Brățară din argint cu capetele deschise       | Datare: sec. IV-III a.Chr. Descoperit: jud. VASLUI, com. BUNEȘTI-AVEREȘTI, BUNEȘTI, Dealul Bobului Material: argint; turnare; batere; incizare | Este realizată dintr-o bară subțire de argint, octogonală în secțiune, bara se îngroașă spre capetele desprinse, tăiate drept. La ambele capete are un decor, pe cinci fețe, format din linii de 10, 11 și 13 cercuri incizate. Pe unul din capete se pot observa urmele de purtare, câteva cercuri fiind șterse ca urmare a manipulării intense a brățării. | Muzeul Municipal Huși, Huși               | Cimec    |
|      | Fibulă de tip tracic                          | Datare: sec. IV-III a.Chr. Descoperit: jud. VASLUI, com. BUNEȘTI-AVEREȘTI, BUNEȘTI, Dealul Bobului Material: argint; turnare; batere; incizare | Fibula este de mari dimensiuni, lucrată dintr-un singur fir din argint, acul rotund în secțiune și ascuțit la capăt, resortul format dintr-o singură spirală completă, plată, arcul fațetat, octogon în secțiune, puternic arcuit, care se continuă cu piciorul în formă de S. Piciorul se termină cu un buton în formă de piramidă, decorat cu patru linii incizate paralele cu marginea butonului. Fibula este în stare bună de conservare. | Muzeul Municipal Huși, Huși               | Cimec    |
|      | Perlă din foiță de aur                        | Datare: sec. IV-III a.Chr. Descoperit: jud. VASLUI, com. BUNEȘTI-AVEREȘTI, BUNEȘTI, Dealul Bobului Material: aur; turnare; batere | Perlă din foiță de aur, de formă bitronconică, goală la interior, cu extremitățile evazate spre exterior. | Muzeul Municipal Huși, Huși               | Cimec    |
|      | Perlă din foiță de aur                        | Datare: sec. IV-III a.Chr. Descoperit: jud. VASLUI, com. BUNEȘTI-AVEREȘTI, BUNEȘTI, Dealul Bobului Material: aur; turnare; batere | Perlă din foiță de aur, de formă bitronconică, goală la interior, cu extremitățile evazate spre exterior. | Muzeul Municipal Huși, Huși               | Cimec    |
|      | Brățară plurispiralică din argint             | Datare: sec. IV-III a.Chr. Descoperit: jud. VASLUI, com. BUNEȘTI-AVEREȘTI, BUNEȘTI, Dealul Bobului Material: argint; turnare; batere; incizare | Brățara este realizată dintr-o singură bară cu secțiunea rotundă. Este formată din două spire și se termină la ambele capete cu protomă de șarpe. Bara de argint, ușor aplatizată la capete evidențiază corpul șarpelui prin linii incizate paralele de o parte și de alta. Botul șarpelui este reprezentat prin dispunerea transversală a două linii incizate. | Muzeul Municipal Huși, Huși               | Cimec    |
|      | Brățară plurispiralică din argint             | Datare: sec. IV-III a.Chr. Descoperit: jud. VASLUI, com. BUNEȘTI-AVEREȘTI, BUNEȘTI, Dealul Bobului Material: argint; turnare; batere; incizare | Brățara este realizată dintr-o singură bară cu secțiunea rotundă. Are două spire și un sfert și se termină la ambele capete cu protomă de șarpe. Corpul șarpelui este redat prin linii incizate paralele de o parte și de alta. Botul șarpelui este reprezentat prin dispunerea transversală a două linii incizate paralele. | Muzeul Municipal Huși, Huși               | Cimec    |
|      | Fibulă de tip tracic                          | Datare: Sec. IV-III a. Chr Descoperit: jud. VASLUI, com. BUNEȘTI-AVEREȘTI, BUNEȘTI, Dealul Bobului Material: argint, turnare, batere | Fibula este lucrată dintr-un singur fir, din argint, acul rotunjit și ascuțit la capăt, resortul format dintr-o singură spiră completă, plată, arcul rotund în secțiune, îngroșat la mijloc, puternic arcuit, care se continuă cu piciorul în formă de S. Piciorul se termină cu un buton în formă de piramidă. Fibula este în stare bună de conservare. | Muzeul Municipal Huși, Huși               | Cimec    |
|      | Fibulă de tip tracic                          | Datare: Sec. IV-III a. Chr Descoperit: jud. VASLUI, com. BUNEȘTI-AVEREȘTI, BUNEȘTI, Dealul Bobului Material: argint, turnare, batere, incizare | Fibula este de mici dimensiuni, lucrată dintr-un singur fir, din argint, acul rotund în secțiune și ascuțit la capăt, resortul format dintr-o singură spiră completă, plată, arcul fațetat, octogon în secțiune, dar turtit la mijloc, puternic arcuit, care se continuă cu piciorul în formă de S. Arcul este decorat pe spate cu liniile formate de marginile hexagonului. Butonul în formă de piramidă, decorat la colțuri cu câte o linie incizată. Fibula este în stare bună de conservare. | Muzeul Municipal Huși, Huși               | Cimec    |
|      | Fibulă de tip tracic                          | Datare: Sec. IV-III a. Chr Descoperit: jud. VASLUI, com. BUNEȘTI-AVEREȘTI, BUNEȘTI, Dealul Bobului Material: argint, turnare, batere, incizare | Fibula este lucrată dintr-un singur fir, din argint, acul rotunjit și ascuțit la capăt, resortul format dintr-o singură spiră completă, plată, arcul fațetat, octogon în secțiune, îngroșat la mijloc, puternic arcuit, care se continuă cu piciorul în formă de S. Piciorul se termină cu un buton în formă de piramidă. Fibula este în stare bună de conservare. | Muzeul Municipal Huși, Huși               | Cimec    |
|      | Fibulă de tip tracic                          | Datare: Sec. IV-III a. Chr Descoperit: jud. VASLUI, com. BUNEȘTI-AVEREȘTI, BUNEȘTI, Dealul Bobului Material: argint, turnare, batere, incizare | Fibula este lucrată dintr-un singur fir, din argint, acul rotund în secțiune și ascuțit la capăt, resortul format dintr-o singură spiră completă, plată, arcul fațetat, octogon în secțiune, puternic arcuit, care se continuă cu piciorul în formă de S. Arcul este decorat pe spate cu liniile formate de marginile hexagonului. Piciorul se termină cu un buton în formă de piramidă, decorat cu câte o linie incizată paralelă cu marginea butonului. Fibula este în stare bună de conservare. | Muzeul Municipal Huși, Huși               | Cimec    |
|      | Fibulă de tip tracic                          | Datare: Sec. IV-III a. Chr Descoperit: jud. VASLUI, com. BUNEȘTI-AVEREȘTI, BUNEȘTI, Dealul Bobului Material: tracic, argint, turnare, batere | Fibula este lucrată dintr-un singur fir, din argint, acul rotunjit și ascuțit la capăt, resortul format dintr-o singură spiră completă, plată, arcul fațetat, octogon în secțiune, puternic arcuit, care se continuă cu piciorul în formă de S. Piciorul se termină cu un buton în formă de piramidă, decorat cu linii incizate ce ar forma un dreptunghi. Fibula este în stare bună de conservare. | Muzeul Municipal Huși, Huși               | Cimec    |
|      | Fibulă de tip tracic                          | Datare: Sec. IV-III a. Chr Descoperit: jud. VASLUI, com. BUNEȘTI-AVEREȘTI, BUNEȘTI, Dealul Bobului Material: argint, turnare, batere, incizare | Fibula este lucrată dintr-un singur fir, din argint, acul rotunjit și ascuțit la capăt, resortul format dintr-o singură spiră completă, plată, arcul fațetat, hexagon în secțiune, îngroșat la mijloc, puternic arcuit, care se continuă cu piciorul în formă de S. Pe arc apare un decor format din colțurile hexagonului care sunt reliefate. Piciorul se termină cu un buton în formă de piramidă. Butonul este decorat la colțuri cu câte o linie incizată. Fibula este în stare bună de conservare. | Muzeul Municipal Huși, Huși               | Cimec    |
|      | Fibulă de tip tracic                          | Datare: Sec. IV-III a. Chr Descoperit: jud. VASLUI, com. BUNEȘTI-AVEREȘTI, BUNEȘTI, Dealul Bobului Material: argint, turnare, batere, incizare | Fibula este lucrată dintr-un singur fir, din argint, acul rotunjit și ascuțit la capăt, resortul format dintr-o singură spiră completă, plată, dar care a fost întins din vechime, arcul fațetat, octogon în secțiune, îngroșat la mijloc, puternic arcuit, care se continuă cu piciorul în formă de S. Piciorul se termină cu un buton în formă de piramidă. Fibula este în stare bună de conservare. | Muzeul Municipal Huși, Huși               | Cimec    |
|      | Fibulă de tip tracic                          | Datare: Sec. IV-III a. Chr Descoperit: jud. VASLUI, com. BUNEȘTI-AVEREȘTI, BUNEȘTI, Dealul Bobului Material: argint, turnare, batere | Fibula este de mici dimensiuni, lucrată dintr-un singur fir, din argint, acul rotund în secțiune și ascuțit la capăt, resortul format dintr-o singură spiră completă, plată, arcul fațetat, hexagon în secțiune, dar turtit la mijloc, puternic arcuit, care se continuă cu piciorul în formă de S. Piciorul se termină cu un buton în formă de piramidă. Fibula este în stare bună de conservare. | Muzeul Municipal Huși, Huși               | Cimec    |
|      | Cercel din argint                             | Datare: Sec. IV-III a. Chr Descoperit: jud. VASLUI, com. BUNEȘTI-AVEREȘTI, BUNEȘTI, Dealul Bobului Material: argint, turnare, batere | Cercelul este realizat dintr-o bară subțire de argint, obținută prin turnare și apoi prin batere. Bara are secțiunea rotundă, groasă la mijloc care se subțiază spre capete. Capetele se termină cu câte un buton mic conic. | Muzeul Municipal Huși, Huși               | Cimec    |
|      | Cercel din argint                             | Datare: Sec. IV-III a. Chr Descoperit: jud. VASLUI, com. BUNEȘTI-AVEREȘTI, BUNEȘTI, Dealul Bobului Material: argint, turnare, batere, incizare | Cercelul este realizat dintr-o bară subțire de argint, obținută prin turnare și apoi batere. Bara are secțiunea rotundă, groasă la mijloc care se subțiază spre capete. Capetele se termină cu câte un buton mic conic. | Muzeul Municipal Huși, Huși               | Cimec    |
|      | Cercel din argint                             | Datare: Sec. IV-III a. Chr Descoperit: jud. VASLUI, com. BUNEȘTI-AVEREȘTI, BUNEȘTI, Dealul Bobului Material: argint, turnare, batere, incizare | Cercelul este realizat dintr-o bară subțire de argint, obținută prin turnare și apoi batere. Bara este fațetată, secțiunea hexagonală, groasă la mijloc care se subțiază spre capete. Capetele se termină cu câte un buton mic conic. | Muzeul Municipal Huși, Huși               | Cimec    |
|      | Cercel din argint                             | Datare: Sec. IV-III a. Chr Descoperit: jud. VASLUI, com. BUNEȘTI-AVEREȘTI, BUNEȘTI, Dealul Bobului Material: argint, turnare, batere, incizare | Cercelul este realizat dintr-o bară subțire de argint, obținută prin turnare și apoi batere. Bara are secțiunea rotundă, groasă la mijloc care se subțiază la capete. | Muzeul Municipal Huși, Huși               | Cimec    |
|      | Cercel din argint                             | Datare: Sec. IV-III a. Chr Descoperit: jud. VASLUI, com. BUNEȘTI-AVEREȘTI, BUNEȘTI, Dealul Bobului Material: argint, turnare, batere, incizare | Cercelul este realizat dintr-o bară subțire de argint, obținută prin turnare și apoi batere. Bara are secțiunea rotundă, groasă la mijloc care se subțiază spre capete. | Muzeul Municipal Huși, Huși               | Cimec    |
|      | Cercel din argint                             | Datare: Sec. IV-III a. Chr Descoperit: jud. VASLUI, com. BUNEȘTI-AVEREȘTI, BUNEȘTI, Dealul Bobului Material: argint, turnare, batere, incizare | Cercelul este realizat dintr-o bară subțire de argint, obținută prin turnare și apoi batere. Bara are secțiunea rotundă, groasă la mijloc care se subțiază spre capete. Capetele se termină cu câte un buton mic conic, trecute unul peste celălalt. | Muzeul Municipal Huși, Huși               | Cimec    |
|      | Brățară spiralică din argint                  | Datare: Sec. IV-III a. Chr Descoperit: jud. VASLUI, com. BUNEȘTI-AVEREȘTI, BUNEȘTI, Dealul Bobului Material: argint, turnare, batere, incizare | Brățară spiralică realizată dintr-o singură bară de argint, cu secțiunea rotundă, formată din 2 spire, capetele sunt turtite și reprezintă câte o protomă stilizată de șerpi. Capul șarpelui este stilizat prin 2 linii incizate în forma literei X, între care sunt plasate puncte adâncite. Corpul șarpelui este stilizat la ambele capete cu câte un șir de 6 puncte. | Muzeul Municipal Huși, Huși               | Cimec    |
|      | Brățară din argint cu capetele libere         | Datare: Sec. IV-III a. Chr Descoperit: jud. VASLUI, com. BUNEȘTI-AVEREȘTI, BUNEȘTI, Dealul Bobului Material: argint, turnare, batere, incizare | Este realizată dintr-o bară subțire de argint, octogonală în secțiune, bara se îngroașă spre capetele desprinse, tăiate drept. La ambele capete are un decor, pe trei fețe, format din puncte aplicate prin batere, între cele trei șiruri de puncte fiind realizate linii incizate dispuse în diagonală. | Muzeul Municipal Huși, Huși               | Cimec    |
|      | Statuetă                                      | Descoperit: jud. Vaslui, BÂRLĂLEȘTI Material: lut; modelare cu mâna | Bust de statuetă, capul în continuarea gâtului, are nas "en bec d'oiseau", brațele - două prelungiri conice. Ornamentat cu incizii oblice și în unghi, la gât colan. | Muzeul „Vasile Pârvan”, Bârlad            | Cimec    |
|      | Pieptene                                      | Datare: sec. IV p.Chr. Descoperit: jud. Vaslui, com. MUNICIPIUL BÂRLAD, BÂRLAD, Valea Seacă Material: corn de cerb; nituri de fier; cioplire; șlefuire; nituire | Pieptene semicircular realizat din trei rânduri de plăci prinse cu nituri. | Muzeul „Vasile Pârvan”, Bârlad            | Cimec    |
|      | Topor                                         | Descoperit: jud. Iași, com. BALȘ, Valea Părului Material: marnă; cioplire; șlefuire; perforare | Topor din marna vânătă, de formă trapezoidală, plată. Rupt în dreptul perforației. | Muzeul „Vasile Pârvan”, Bârlad            | Cimec    |
|      | Vas bitronconic                               | Descoperit: jud. Iași, com. CUCUTENI, BĂICENI, Dâmbul Morii Material: lut; modelare cu mâna; pictat tricrom; ardere oxidantă | Vas bitronconic din lut, cu pictură tricromă, cu două proeminențe perforate. | Muzeul „Vasile Pârvan”, Bârlad            | Cimec    |
|      | Vas-suport                                    | Descoperit: jud. Iași, com. CUCUTENI, BĂICENI, Cetățuia Material: lut; modelare cu mâna; pictat tricrom; ardere oxidantă | Vas din pastă fină, cu pictură tricromă. | Muzeul „Vasile Pârvan”, Bârlad            | Cimec    |
|      | Vas bitronconic                               | Descoperit: jud. Iași, com. CUCUTENI, BĂICENI, Cetățuia Material: lut fin; modelare cu mâna; pictat | Vas bitronconic din pastă fină, cu pictură brună pe fond crem. | Muzeul „Vasile Pârvan”, Bârlad            | Cimec    |
|      | Pahar                                         | Descoperit: jud. Iași, com. CUCUTENI, BĂICENI, Dâmbul Morii Material: lut fin; modelare cu mâna; pictat | Pahar cu corp globular, modelat cu mâna din pastă fină, cu pictură bicromă. | Muzeul „Vasile Pârvan”, Bârlad            | Cimec    |
|      | Vas-suport                                    | Descoperit: jud. Iași, com. CUCUTENI, BĂICENI, Cetățuia Material: lut; modelare cu mâna; pictat tricrom; ardere oxidantă | Vas suport, modelat cu mâna din pastă fină, cu pictură tricromă. | Muzeul „Vasile Pârvan”, Bârlad            | Cimec    |
|      | Cazan                                         | Datare: sec. XII-XIII Descoperit: jud. Vaslui, com. IVEȘTI, POGONEȘTI Material: cupru; batere; nituire | Cazan în formă de calotă cu partea superioară cilindrică, buza lățită orizontal la exterior, sub buză două perforații. | Muzeul „Vasile Pârvan”, Bârlad            | Cimec    |
|      | Statuetă antropomorfă                         | Descoperit: jud. Iași, com. CUCUTENI, BĂICENI, Cetățuia Material: lut; modelare cu mâna; ardere oxidantă | Cap de statuetă antropomorfă, are nasul în stil "en bec d'oiseau". Pictură bicromă, negru pe fond roșu. | Muzeul „Vasile Pârvan”, Bârlad            | Cimec    |
|      | Oală cu două toarte                           | Datare: sec. V-VI p.Chr. Descoperit: jud. Vaslui, com. ZORLENI, ZORLENI, Fântânele Material: lut cu cioburi pisate; modelare la roată; ardere reducătoare; angobă | Pastă cu cioburi pisate în compoziție slab frământată. Corpul bitronconic, gâtul scund, buza subțiată, fundul inelar, torțile pornesc de sub buză, triunghiulare în secțiune. | Muzeul „Vasile Pârvan”, Bârlad            | Cimec    |
|      | Oală                                          | Datare: sec. X-XI Descoperit: jud. Vaslui, BÂRLAD, Dealul Țuguiata Material: lut; pastă cu microprundișuri; modelare cu mâna; ardere secundară | Oală de lut, din pastă cu microprundișuri, arsă secundar. | Muzeul „Vasile Pârvan”, Bârlad            | Cimec    |
|      | Statuetă                                      | Descoperit: jud. Vaslui, com. MĂLUȘTENI, La Stuhărie Material: lut; modelare cu mâna; incizată | Statuetă antropomorfă de culoare cărămizie, cu corpul plat, talia îngustă, brațele - o ușoară prelungire conică a umerilor, picioarele lipite sunt marcate de o incizie până la genunchi, terminându-se conic. | Muzeul „Vasile Pârvan”, Bârlad            | Cimec    |
|      | Statuetă                                      | Descoperit: jud. Vaslui, BÂRLĂLEȘTI Material: lut; modelare cu mâna; incizată | Statuetă antropomorfă de culoare cărămizie, prezintă o steatopigie pronunțată, ombilicul marcat printr-o proeminență perforată vertical. | Muzeul „Vasile Pârvan”, Bârlad            | Cimec    |
|      | Statuetă                                      | Descoperit: jud. Vaslui, BÂRLĂLEȘTI Material: lut fin; modelare cu mâna; incizată; ardere oxidantă | Statuetă antropomorfă de culoare cărămizie, picioarele lipite sunt marcate de o incizie, terminându-se conic. Decor incizat. | Muzeul „Vasile Pârvan”, Bârlad            | Cimec    |
|      | Idol                                          | Datare: sec. IV - III a.Chr. Descoperit: jud. Vaslui, com. ZORLENI, POPENI, Râpa căprioarei Material: lut; modelare cu mâna; ardere oxidantă; gălbuie | Pastă fină, gălbuie, ușor prismatic, fața marcată prin două împunsături - ochii, la spate găurele, pe una din laturi incizii în zigzaguri. | Muzeul „Vasile Pârvan”, Bârlad            | Cimec    |
|      | Tipar de arme                                 | Datare: sec. XIV - XII a.Chr. Descoperit: jud. Vaslui, com. GĂGEȘTI, POPENI, Cerchez Material: piatră; cioplire; șlefuire | Valvă de tipar cu spărturi la bază. | Muzeul „Vasile Pârvan”, Bârlad            | Cimec    |
|      | Fibulă                                        | Datare: sec. III - II a.Chr. Descoperit: jud. Vaslui, BÂRLAD, Grădina Publică Material: bronz; turnare | | Muzeul „Vasile Pârvan”, Bârlad            | Cimec    |
|      | Cană                                          | Datare: sec. IV Descoperit: jud. Vaslui, BÂRLAD, Valea Seacă Material: lut; modelare la roată; lustruire; ardere reducătoare; cenușie | Pastă fină, de culoare cenușie; corpul bitronconic cu partea inferioară scundă, buză evazată, fundul scund inelar. Pe partea superioară o canelură și o nervură, între ele linie în zigzag, lustruită. | Muzeul „Vasile Pârvan”, Bârlad            | Cimec    |
|      | Fibulă                                        | Datare: sec. IV Descoperit: jud. Vaslui, BÂRLAD, Valea Seacă Material: bronz; turnare; batere | Arcul cu partea superioară ușor rotunjită, partea inferioară plată, lângă resort cu o porțiune rectangulară, resort simplu, piciorul întors pe dedesubt înfășurat. | Muzeul „Vasile Pârvan”, Bârlad            | Cimec    |
|      | Castron                                       | Datare: sec. IV Descoperit: jud. Vaslui, BÂRLAD, Valea Seacă Material: lut; modelare la roată; lustruire; ardere reducătoare; cenușie | Pastă fină, de culoare cenușie; corpul bitronconic, buză evazată, fundul inelar. | Muzeul „Vasile Pârvan”, Bârlad            | Cimec    |
|      | Castron                                       | Datare: sec. IV Descoperit: jud. Vaslui, BÂRLAD, Valea Seacă Material: lut; modelare la roată; lustruire; ardere reducătoare; cenușie | Pastă fină, de culoare cenușie; corpul bitronconic cu umărul rotunjit, buza inclinată spre interior, fundul inelar. Pe umăr un prag accentuat. | Muzeul „Vasile Pârvan”, Bârlad            | Cimec    |
|      | Castron                                       | Datare: 4/4 sec. III - sec. IV Descoperit: jud. Vaslui, BÂRLAD, Valea Seacă Material: lut; modelare la roată; angobă; lustruire; ardere reducătoare; cenușie | Pastă fină, de culoare cenușie; corpul bitronconic, buza răsfrântă, fundul inelar, profilată pe umăr o nervură. | Muzeul „Vasile Pârvan”, Bârlad            | Cimec    |
|      | Castron                                       | Datare: sec. IV Descoperit: jud. Vaslui, BÂRLAD, Valea Seacă Material: lut; modelare la roată; angobă; lustruire; ardere reducătoare; cenușie | Pastă fină, de culoare cenușiu-închis; corpul bitronconic, buza răsfrântă spre exterior, fundul scund inelar. | Muzeul „Vasile Pârvan”, Bârlad            | Cimec    |
|      | Pandantiv                                     | Datare: sec. IV Descoperit: jud. Vaslui, BÂRLAD, Valea Seacă Material: corn de cerb; cioplire | Placă semicirculară cu două scobituri la bază, prevăzut cu trei piese rombice suspendate, cu inele din bronz, pe margini linie incizată în zigzag, cerculețe concentrice. | Muzeul „Vasile Pârvan”, Bârlad            | Cimec    |
|      | Pandantiv prismatic                           | Datare: sec. IV Descoperit: jud. Vaslui, BÂRLAD, Valea Seacă Material: corn de cerb; cioplire; lustruire; perforare | Vârful perforat. Pe două laturi câte trei cercuri concentrice cu punct. Pe celelalte două laturi câte patru cercuri concentrice cu punct în centru. | Muzeul „Vasile Pârvan”, Bârlad            | Cimec    |
|      | Castron                                       | Datare: sec. IV Școală: Atelier Valea Seacă Descoperit: jud. Vaslui, BÂRLAD, Valea Seacă Material: lut; modelare la roată; ardere reducătoare | Lucrat din pastă fină; corpul bitronconic, buza dreaptă evazată spre exterior, fundul inelar, sub buză o șănțuire. | Muzeul „Vasile Pârvan”, Bârlad            | Cimec    |
|      | Castron                                       | Datare: sec. IV Școală: Atelier Valea Seacă Descoperit: jud. Vaslui, BÂRLAD, Valea Seacă Material: lut; modelare la roată; ardere reducătoare; cenușie | Lucrat din pastă fină; corpul bitronconic carenat, gât scund, buza evazată cu marginea mult îngroșată, fundul inelar. | Muzeul „Vasile Pârvan”, Bârlad            | Cimec    |
|      | Fibulă cu semidisc                            | Datare: sec. IV Descoperit: jud. Vaslui, BÂRLAD, Valea Seacă Material: argint; turnare; sudare | Fibulă cu semidisc, picior pentagonal, portagrafa sudată cu opritoare, resort simplu scurt, coarda în spate la ambele capate ale arcului sârma întoarsă. | Muzeul „Vasile Pârvan”, Bârlad            | Cimec    |
|      | Strachină                                     | Datare: sec. IV Școală: Atelier Valea Seacă Descoperit: jud. Vaslui, BÂRLAD, Valea Seacă Material: lut; modelare la roată; ardere reducătoare; cenușie | Pastă fină, corpul zvelt tronconic, umăr carenat buza evazată cu marginea ușor îngroșată rotunjită, fundul inelar supraînălțat. | Muzeul „Vasile Pârvan”, Bârlad            | Cimec    |
|      | Pahar                                         | Datare: sec. IV Descoperit: jud. Vaslui, BÂRLAD, Valea Seacă Material: lut; modelare la roată; lustruire; ardere reducătoare | Pastă fină, de culoare cenușie; pereți arcuiți, buză evazată, fundul plat. | Muzeul „Vasile Pârvan”, Bârlad            | Cimec    |
|      | Capac                                         | Datare: sec. IV Descoperit: jud. Vaslui, BÂRLAD, Valea Seacă Material: lut; modelare cu mâna; ardere oxidantă | Pastă grosieră, de culoare cenușie-gălbuie; corpul tronconic, buton cilindric scund, fundul ușor concav. | Muzeul „Vasile Pârvan”, Bârlad            | Cimec    |
|      | Ceașcă                                        | Datare: sec. IV Descoperit: jud. Vaslui, BÂRLAD, Valea Seacă Material: lut; modelare cu mâna; ardere oxidantă | Pastă grosieră, de culoare cărămizie; corpul tronconic, fundul plat. | Muzeul „Vasile Pârvan”, Bârlad            | Cimec    |
|      | Bol                                           | Datare: sec. IV p.Chr. Descoperit: jud. Vaslui, BÂRLAD, Valea Seacă Material: lut; modelare la roată; ardere oxidantă | Pastă fină cenușie; corpul semisferic, buza dreaptă, sub buză o canelură fină. | Muzeul „Vasile Pârvan”, Bârlad            | Cimec    |
|      | Bol                                           | Datare: sec. IV p.Chr. Școală: local Descoperit: jud. Vaslui, com. Zorleni, Fântânele Material: Lut; pastǎ finǎ; lucrat la roatǎ | | Muzeul „Vasile Pârvan”, Bârlad            | Cimec    |
|      | Piuă                                          | Datare: sec. IV p.Chr. Școală: roman Descoperit: jud. Vaslui, BÂRLAD Material: Marmură albă; cioplire; șlefuire | | Muzeul „Vasile Pârvan”, Bârlad            | Cimec    |
|      | Cană                                          | Datare: sec. IV p.Chr. Școală: local Descoperit: jud. Vaslui, com. Pogonești Material: Lut; pastǎ finǎ; lucrat la roatǎ | | Muzeul „Vasile Pârvan”, Bârlad            | Cimec    |
|      | Fusaiolă                                      | Datare: sec. IV p.Chr. Școală: Bârlad - Valea Seacă Descoperit: jud. Vaslui, BÂRLAD, Valea Seacă Material: Lut; modelată cu mâna | | Muzeul „Vasile Pârvan”, Bârlad            | Cimec    |
|      | Fusaiolă                                      | Datare: sec. IV p.Chr. Descoperit: jud. Vaslui, com. Bogdănești, Fălciu Material: Sticlă verde; turnare | | Muzeul „Vasile Pârvan”, Bârlad            | Cimec    |
|      | Pinten                                        | Datare: sec. IV p.Chr. Descoperit: jud. Vaslui, BÂRLAD, Valea Seacă Material: Bronz și fier; batere și nituire | | Muzeul „Vasile Pârvan”, Bârlad            | Cimec    |
|      | Pinten                                        | Datare: sec. IV p.Chr. Descoperit: jud. Vaslui, BÂRLAD, Valea Seacă Material: Bronz și fier; batere și nituire | | Muzeul „Vasile Pârvan”, Bârlad            | Cimec    |
|      | Fibulă                                        | Datare: sec. IV p.Chr. Descoperit: jud. Vaslui, BÂRLAD, Valea Seacă Material: Argint; turnare | | Muzeul „Vasile Pârvan”, Bârlad            | Cimec    |
|      | Pinten                                        | Datare: sec. IV p.Chr. Descoperit: jud. Vaslui, BÂRLAD, Valea Seacă Material: Bronz; batere | | Muzeul „Vasile Pârvan”, Bârlad            | Cimec    |
|      | Cană                                          | Datare: sec. IV p.Chr. Descoperit: jud. Vaslui, com. Pogonești, POLOCIN, Islaz Material: Lut; pastǎ finǎ; lucrat la roatǎ | | Muzeul „Vasile Pârvan”, Bârlad            | Cimec    |
|      | Oglindă                                       | Datare: sec. IV p.Chr. Școală: sarmatic Descoperit: jud. Vaslui, com. Bogdănești, UNȚEȘTI Material: Metal alb; turnare | | Muzeul „Vasile Pârvan”, Bârlad            | Cimec    |
|      | Brățară                                       | Datare: sec. IV p.Chr. Descoperit: jud. Vaslui, BÂRLAD, Valea Seacă Material: Sârmă de bronz; înfășurată cu sârmă de argint | | Muzeul „Vasile Pârvan”, Bârlad            | Cimec    |
|      | Pandantiv                                     | Datare: sec. IV p.Chr. Descoperit: jud. Vaslui, BÂRLAD, Valea Seacă Material: Fier; turnare; batere | | Muzeul „Vasile Pârvan”, Bârlad            | Cimec    |
|      | Pond                                          | Datare: sec. IV p.Chr. Descoperit: jud. Vaslui, BÂRLAD, Valea Seacă Material: Pies[ plumb; emisferică; turnare | | Muzeul „Vasile Pârvan”, Bârlad            | Cimec    |
|      | Creuzet                                       | Datare: sec. IV p.Chr. Școală: local Descoperit: jud. Vaslui, BÂRLAD, Valea Seacă Material: Lut; modelat cu mâna; vitrificat | | Muzeul „Vasile Pârvan”, Bârlad            | Cimec    |
|      | Creuzet                                       | Datare: sec. IV p.Chr. Școală: local Descoperit: jud. Vaslui, BÂRLAD, Valea Seacă Material: Lut; modelat cu mâna; vitrificat | | Muzeul „Vasile Pârvan”, Bârlad            | Cimec    |
|      | Creuzet                                       | Datare: sec. IV p.Chr. Școală: local Descoperit: jud. Vaslui, BÂRLAD, Valea Seacă Material: Lut; modelat cu mâna; vitrificat | | Muzeul „Vasile Pârvan”, Bârlad            | Cimec    |
|      | Ulcior                                        | Datare: sec. IV p.Chr. Școală: local Descoperit: jud. Vaslui, BÂRLAD, Valea Seacă Material: Lut; pastă cu nisip; lucrat la roată | | Muzeul „Vasile Pârvan”, Bârlad            | Cimec    |
|      | Castron cu trei toarte                        | Datare: sec. IV p.Chr. Școală: Bârlad - Valea Seacă Descoperit: jud. Vaslui, BÂRLAD, Valea Seacă Material: Lut; pastă fină; lucrat la roată | | Muzeul „Vasile Pârvan”, Bârlad            | Cimec    |
|      | Castron cu trei toarte                        | Datare: sec. IV p.Chr. Școală: Zorleni - Fântânele Descoperit: jud. Vaslui, com. Zorleni, Fântânele Material: Lut; pastă fină; lucrat la roată | | Muzeul „Vasile Pârvan”, Bârlad            | Cimec    |
|      | Pahar                                         | Datare: sec. IV p.Chr. Școală: roman Descoperit: jud. Vaslui, com. Pogonești, POLOCIN, Islaz Material: Sticlă; suflare | | Muzeul „Vasile Pârvan”, Bârlad            | Cimec    |
|      | Pahar                                         | Datare: sec. IV p.Chr. Școală: roman Descoperit: jud. Vaslui, com. Pogonești, POLOCIN, Islaz Material: Sticlă; suflare | | Muzeul „Vasile Pârvan”, Bârlad            | Cimec    |
|      | Pahar                                         | Datare: sec. IV p.Chr. Școală: roman Descoperit: jud. Vaslui, BÂRLAD, Valea Seacă Material: Sticlă; suflare | | Muzeul „Vasile Pârvan”, Bârlad            | Cimec    |
|      | Pahar                                         | Datare: sec. IV p.Chr. Școală: roman Descoperit: jud. Vaslui, com. Bogdănești, Fălciu Material: Sticlă; suflare | | Muzeul „Vasile Pârvan”, Bârlad            | Cimec    |
|      | Colier                                        | Datare: sec. IV p.Chr. Descoperit: jud. Vaslui, BÂRLAD, Valea Seacă Material: Sticlă; albastră; poliedrice (60 mărgele) | | Muzeul „Vasile Pârvan”, Bârlad            | Cimec    |
|      | Colier                                        | Datare: sec. IV p.Chr. Descoperit: jud. Vaslui, BÂRLAD, Valea Seacă Material: Agat (23), chihlimbar (7), calcedonie (1), sticlă (2); turnare; fațetare | | Muzeul „Vasile Pârvan”, Bârlad            | Cimec    |
|      | Colier                                        | Datare: sec. IV p.Chr. Descoperit: jud. Vaslui, BÂRLAD, Valea Seacă Material: Agat (19), coral (15), sticlă (3), chihlimbar (2); turnare; fațetare | | Muzeul „Vasile Pârvan”, Bârlad            | Cimec    |
|      | Colier                                        | Datare: sec. IV p.Chr. Descoperit: jud. Vaslui, com. Bogdănești, Fălciu Material: Agat (19), sticlă albastră (1), total = 20 mărgele; turnare | | Muzeul „Vasile Pârvan”, Bârlad            | Cimec    |
|      | Colier                                        | Datare: sec. IV p.Chr. Descoperit: jud. Vaslui, com. Pogonești, POLOCIN, Islaz Material: Sticlă albastră, neagră și gălbuie; în turnare | | Muzeul „Vasile Pârvan”, Bârlad            | Cimec    |
|      | Colier                                        | Datare: sec. IV p.Chr. Descoperit: jud. Vaslui, com. Bogdănești, Fălciu Material: Agat (4), coral (26), 31 mărgele; turnare | | Muzeul „Vasile Pârvan”, Bârlad            | Cimec    |
|      | Amforă                                        | Datare: sec. IV p.Chr. Descoperit: jud. Vaslui, com. Pogonești, POLOCIN, Islaz Material: Lut; pastă nisipoasă; lucrată la roată | | Muzeul „Vasile Pârvan”, Bârlad            | Cimec    |
|      | Fibulă                                        | Datare: sec. IV p.Chr. Descoperit: jud. Vaslui, BÂRLAD, Valea Seacă Material: Bronz; turnare | | Muzeul „Vasile Pârvan”, Bârlad            | Cimec    |
|      | Fibulă                                        | Datare: sec. III p.Chr. Școală: local Descoperit: jud. Vaslui, BÂRLAD, Cazarmă Material: Bronz; turnare; batere | | Muzeul „Vasile Pârvan”, Bârlad            | Cimec    |
|      | Pieptene                                      | Datare: sec. IV p.Chr. Școală: local Descoperit: jud. Vaslui, com. Bogdănești, Fălciu Material: Corn de cerb; cioplire; lustruire; nituire | | Muzeul „Vasile Pârvan”, Bârlad            | Cimec    |
|      | Pieptene                                      | Datare: sec. IV p.Chr. Școală: local Descoperit: jud. Vaslui, BÂRLAD, Valea Seacă Material: Corn de cerb; cioplire; lustruire; nituire | | Muzeul „Vasile Pârvan”, Bârlad            | Cimec    |
|      | Cataramă                                      | Datare: sec. IV p.Chr. Descoperit: jud. Vaslui, BÂRLAD, Valea Seacă Material: Argint; turnare; batere | | Muzeul „Vasile Pârvan”, Bârlad            | Cimec    |
|      | Colier                                        | Datare: sec. IV p.Chr. Descoperit: jud. Vaslui, BÂRLAD, Valea Seacă Material: Sticlă (145), coral (2), chihlimbar (8), total = 155 mărgele | | Muzeul „Vasile Pârvan”, Bârlad            | Cimec    |
|      | Mărgea                                        | Datare: sec. IV p.Chr. Descoperit: jud. Vaslui, BÂRLAD, Valea Seacă Material: Sticlă, pastă neagră mată | | Muzeul „Vasile Pârvan”, Bârlad            | Cimec    |
|      | Ulcior                                        | Datare: sec. IV p.Chr. Școală: local Descoperit: jud. Vaslui, BÂRLAD, Valea Seacă Material: Lut; pastă fină; lucrat la roată | | Muzeul „Vasile Pârvan”, Bârlad            | Cimec    |
|      | Pahar                                         | Datare: sec. IV p.Chr. Școală: local Descoperit: jud. Vaslui, BÂRLAD, Valea Seacă Material: Lut; pastă fină; lucrat la roată | | Muzeul „Vasile Pârvan”, Bârlad            | Cimec    |
|      | Șarjă de oale                                 | Datare: sec. IV p.Chr. Descoperit: jud. Vaslui, com. Banca Material: Lut; pastǎ finǎ; vase în șarjǎ rebutatǎ | | Muzeul „Vasile Pârvan”, Bârlad            | Cimec    |
|      | Colier                                        | Datare: sec. IV p.Chr. Școală: Bârlad - Valea Seacă Descoperit: jud. Vaslui, BÂRLAD, Valea Seacă Material: Agat (2); sticlǎ albastrǎ (66); bronz (1); turnare; fațetare | | Muzeul „Vasile Pârvan”, Bârlad            | Cimec    |
|      | Strachină                                     | Datare: sec. IV p.Chr. Școală: Bârlad - Valea Seacă Descoperit: jud. Vaslui, BÂRLAD, Valea Seacă Material: Lut; pastǎ cenușie-gǎlbuie; lucratǎ la roatǎ | | Muzeul „Vasile Pârvan”, Bârlad            | Cimec    |
|      | Strachină                                     | Datare: sec. IV p.Chr. Școală: Bârlad - Valea Seacă Descoperit: jud. Vaslui, BÂRLAD, Valea Seacă Material: Lut; pastǎ finǎ; lucratǎ la roatǎ | | Muzeul „Vasile Pârvan”, Bârlad            | Cimec    |
|      | Fibulă                                        | Datare: sec. IV p.Chr. Școală: sec. III Descoperit: jud. Vaslui, BÂRLAD, Prodana Material: Bronz; batere | | Muzeul „Vasile Pârvan”, Bârlad            | Cimec    |
|      | Ulcior                                        | Datare: sec. IV p.Chr. Școală: roman ? Descoperit: jud. Vaslui, BÂRLAD, Valea Seacă Material: Lut; pastǎ finǎ; lucrat la roatǎ | | Muzeul „Vasile Pârvan”, Bârlad            | Cimec    |
|      | Amforă                                        | Datare: sec. IV p.Chr. Școală: roman ? Descoperit: jud. Vaslui, com. Bogdănești, Fălciu Material: Lut; pastǎ nisipoasǎ; lucratǎ la roatǎ | | Muzeul „Vasile Pârvan”, Bârlad            | Cimec    |
|      | Colier                                        | Datare: sec. IV p.Chr. Descoperit: jud. Vaslui, PODU-PIETRIȘ Material: Agat (12 mǎrgele), sticlǎ (2 mǎrgele); fațetare | | Muzeul „Vasile Pârvan”, Bârlad            | Cimec    |
|      | Medalion-Siliqva                              | Datare: sec. IV p.Chr. Școală: sec. IV p.Chr. Descoperit: jud. Vaslui, com. Bogdănești, Fălciu Material: Argint | | Muzeul „Vasile Pârvan”, Bârlad            | Cimec    |
|      | Vas de provizii                               | Datare: sec. -4 - -2 Descoperit: jud. Vaslui, com. Mălușteni, Mălușteni Material: lut; modelare la roată | Vas din lut, de culoare cărămizie, lucrat la roată. | Muzeul „Vasile Pârvan”, Bârlad            | Cimec    |
|      | Vas de provizii                               | Descoperit: jud. Vaslui, com. Bîrlad, Prodana Material: lut; modelare cu mâna | Vas de provizii din lut, de culoare cenușie, lucrat cu mâna; cu brâuri alveolate și torți plate. | Muzeul „Vasile Pârvan”, Bârlad            | Cimec    |
|      | Vas de provizii                               | Datare: sec. -4 - -2 Descoperit: jud. Vaslui, com. Mălușteni, Mălușteni Material: lut; modelare cu mâna | Vas din pastǎ semifinǎ de culoare cenușie-gǎlbuie; lucrat cu mâna; netezit pe maxima deschidere, apucǎtori. | Muzeul „Vasile Pârvan”, Bârlad            | Cimec    |
|      | Brățară                                       | Datare: sec. III p.Chr. Descoperit: jud. Vaslui, Bîrlad, Prodana Material: bronz; batere | Brǎțarǎ circularǎ închisǎ; bronz; turnare; batere; capetele sunt petrecute și înfǎșurate. | Muzeul „Vasile Pârvan”, Bârlad            | Cimec    |
|      | Pandantiv                                     | Datare: sec. IV p.Chr. Descoperit: jud. Vaslui, Bîrlad, Valea Seacă Material: corn de cerb; cioplire; lustruire | Pandantiv zoomorf (o lebǎdǎ) realizat din corn de cerb; cioplire, lustruire; perforare. | Muzeul „Vasile Pârvan”, Bârlad            | Cimec    |
|      | Pandantiv                                     | Datare: sec. IV p.Chr. Descoperit: jud. Vaslui, Bîrlad, Valea Seacă Material: bronz; ciocănire | Pandantiv sferic: douǎ elipse încrucișate realizate din fâșii din tablǎ de bronz strǎbǎtute de o tijǎ în torsadǎ. | Muzeul „Vasile Pârvan”, Bârlad            | Cimec    |
|      | Pandantiv                                     | Datare: sec. IV p.Chr. Descoperit: jud. Vaslui, Bîrlad, Valea Seacă Material: bronz; turnare | Pandantiv solar realizat din bronz prin turnare. | Muzeul „Vasile Pârvan”, Bârlad            | Cimec    |
|      | Pandantiv                                     | Datare: sec. IV p.Chr. Descoperit: jud. Vaslui, Bîrlad, Valea Seacă Material: bronz; turnare | Pandantiv tip „ciocan”, realizat din bronz prin turnare. | Muzeul „Vasile Pârvan”, Bârlad            | Cimec    |
|      | Pieptene                                      | Datare: sec. IV p.Chr. Descoperit: jud. Vaslui, Bîrlad, Valea Seacă Material: corn de cerb; nituri de bronz | Pieptene din corn de cerb; plǎci prinse cu nituri din bronz; decor din cercuri concentrice imprimate. | Muzeul „Vasile Pârvan”, Bârlad            | Cimec    |
|      | Pieptene                                      | Datare: sec. IV p.Chr. Descoperit: jud. Vaslui, Bîrlad, Valea Seacă Material: corn de cerb; nituri de bronz | Pieptene din corn de cerb; mânerul „clopot”; nituri din bronz. | Muzeul „Vasile Pârvan”, Bârlad            | Cimec    |
|      | Pieptene                                      | Datare: sec. IV p.Chr. Descoperit: jud. Vaslui, Bîrlad, Valea Seacă Material: corn de cerb; nituri de fier | Pieptene din corn de cerb; mânerul semicircular; nituri din fier. | Muzeul „Vasile Pârvan”, Bârlad            | Cimec    |
|      | Pieptene                                      | Datare: sec. IV p.Chr. Descoperit: jud. Vaslui, Bîrlad, Valea Seacă Material: corn de cerb; nituri de bronz | Pieptene din corn de cerb; mâner „clopot”; nituri din bronz; decor din cercuri concentrice imprimate. | Muzeul „Vasile Pârvan”, Bârlad            | Cimec    |
|      | Pieptene                                      | Datare: sec. IV p.Chr. Descoperit: jud. Vaslui, Bîrlad, Valea Seacă Material: corn de cerb; nituri de bronz | Pieptene din corn de cerb; mânerul semicircular; nituri din bronz; decor: benzi de perle. | Muzeul „Vasile Pârvan”, Bârlad            | Cimec    |
|      | Pieptene                                      | Datare: sec. IV p.Chr. Descoperit: jud. Vaslui, com. Bogdănești, Valea Seacă Material: corn de cerb; nituri de bronz | Pieptene din corn de cerb; mânerul triunghiular; nituri din bronz. | Muzeul „Vasile Pârvan”, Bârlad            | Cimec    |
|      | Pieptene                                      | Datare: sec. IV p.Chr. Descoperit: jud. Vaslui, com. Bogdănești, Valea Seacă Material: corn de cerb; nituri de bronz | Pieptene din corn de cerb; mânerul semicircular; nituri din bronz; decor: ghirlandǎ dublǎ din incizii mici. | Muzeul „Vasile Pârvan”, Bârlad            | Cimec    |
|      | Pieptene                                      | Datare: sec. IV p.Chr. Descoperit: jud. Vaslui, Bîrlad, Valea Seacă Material: corn de cerb; nituri de fier | Pieptene din corn de cerb; mânerul trapezoidal cu laturile scobite; nituri din fier. | Muzeul „Vasile Pârvan”, Bârlad            | Cimec    |
|      | Pieptene                                      | Datare: sec. IV p.Chr. Descoperit: jud. Vaslui, Bîrlad, Valea Seacă Material: corn de cerb; nituri de bronz | Pieptene din corn de cerb; mânerul semicircular cu umerii scurți, ușor curbați; nituri din bronz. | Muzeul „Vasile Pârvan”, Bârlad            | Cimec    |
|      | Pieptene                                      | Datare: sec. IV p.Chr. Descoperit: jud. Vaslui, Bîrlad, Valea Seacă Material: corn de cerb; nituri de bronz | Pieptene din corn de cerb; mânerul semicircular; nituri din bronz. | Muzeul „Vasile Pârvan”, Bârlad            | Cimec    |
|      | Pieptene                                      | Datare: sec. IV p.Chr. Descoperit: jud. Vaslui, Bîrlad, Valea Seacă Material: corn de cerb | Pieptene din corn de cerb; mânerul circular; nituri din fier. | Muzeul „Vasile Pârvan”, Bârlad            | Cimec    |
|      | Pieptene                                      | Datare: sec. IV p.Chr. Descoperit: jud. Vaslui, Bîrlad, Valea Seacă Material: corn de cerb; nituri de bronz | Pieptene din corn de cerb; mânerul semicircular cu umeri ușor arcuiți; nituri din bronz. | Muzeul „Vasile Pârvan”, Bârlad            | Cimec    |
|      | Pieptene                                      | Datare: sec. IV p.Chr. Descoperit: jud. Vaslui, Bîrlad, Valea Seacă Material: corn de cerb; nituri de fier | Pieptene din corn de cerb; mânerul semicircular; nituri din fier. | Muzeul „Vasile Pârvan”, Bârlad            | Cimec    |
|      | Pieptene                                      | Datare: sec. IV p.Chr. Descoperit: jud. Vaslui, Bîrlad, Valea Seacă Material: corn de cerb; nituri de bronz | Pieptene din corn de cerb; mânerul semicircular cu umeri scurți, scobiți; nituri din bronz. | Muzeul „Vasile Pârvan”, Bârlad            | Cimec    |
|      | Pieptene                                      | Datare: sec. IV p.Chr. Descoperit: jud. Vaslui, Bîrlad, Valea Seacă Material: corn de cerb; nituri de bronz | Pieptene din corn de cerb; mânerul semicircular cu umeri scurți, scobiți; nituri din bronz. | Muzeul „Vasile Pârvan”, Bârlad            | Cimec    |
|      | Pieptene                                      | Datare: sec. IV p.Chr. Descoperit: jud. Vaslui, Bîrlad, Valea Seacă Material: corn de cerb; nituri de fier | Pieptene din corn de cerb; formǎ trapezoidalǎ cu laturile ușor convexe; plǎcile prinse cu nituri din fier. | Muzeul „Vasile Pârvan”, Bârlad            | Cimec    |
|      | Pieptene                                      | Datare: sec. IV p.Chr. Descoperit: jud. Vaslui, Bîrlad, Valea Seacă Material: corn de cerb; nituri de fier | Pieptene din corn de cerb; semicurcular, prevǎzut cu o perforație; nituri din bronz. | Muzeul „Vasile Pârvan”, Bârlad            | Cimec    |
|      | Pieptene                                      | Datare: sec. IV p.Chr. Descoperit: jud. Vaslui, Bîrlad, Valea Seacă Material: corn de cerb; nituri de bronz | Pieptene din corn de cerb; mâner în formǎ de clopot cu umerii drepți; nituri din bronz; decor din cercuri concentrice. | Muzeul „Vasile Pârvan”, Bârlad            | Cimec    |
|      | Pieptene                                      | Datare: sec. IV p.Chr. Descoperit: jud. Vaslui, com. Pogonești, La Movilă Material: corn de cerb; tăiere; cioplire; lustruire; asamblare | Pieptene cu mâner în formǎ de clopot; lucrat din corn de cerb; plǎci prinse cu nituri de bronz. | Muzeul „Vasile Pârvan”, Bârlad            | Cimec    |
|      | Pieptene                                      | Datare: sec. IV p.Chr. Descoperit: jud. Vaslui, Bîrlad, Valea Seacă Material: corn de cerb; nituri de bronz | Pieptene din corn de cerb; mânerul semicircular cu umeri drepți, scobiți; nituri din bronz. | Muzeul „Vasile Pârvan”, Bârlad            | Cimec    |
|      | Pieptene                                      | Datare: sec. IV p.Chr. Descoperit: jud. Vaslui, Bîrlad, Valea Seacă Material: corn de cerb; nituri de bronz | Pieptene din corn de cerb; mânerul semicircular; umerii drepți; nituri din bronz dispuse decorativ. | Muzeul „Vasile Pârvan”, Bârlad            | Cimec    |
|      | Oală                                          | Datare: sec. IX Descoperit: jud. Vaslui, com. Găgești, Giurcani, La Budăi Material: pastă grosieră; modelare cu mâna | Oalǎ lucratǎ cu mâna din pastǎ grosierǎ cu nisip și cioburi pisate în compoziție; corpul bitronconic; buza înǎlțatǎ rǎsfrântǎ/teșitǎ, fundul plat; decor incizat pe partea inferioarǎ a corpului. | Muzeul „Vasile Pârvan”, Bârlad            | Cimec    |
|      | Oală cu două toarte                           | Datare: sec. IV p.Chr. Descoperit: jud. Vaslui, Bîrlad, Valea Seacă Material: pastă fină; modelare la roată | Oalǎ cu douǎ torți din pastǎ finǎ, cenușie, lucratǎ la roatǎ. | Muzeul „Vasile Pârvan”, Bârlad            | Cimec    |
|      | Oală cu două toarte                           | Datare: sec. IV p.Chr. Descoperit: jud. Vaslui, Bîrlad, Valea Seacă Material: pastă fină; modelare la roată; lustruire | Oalǎ cu douǎ torți din pastǎ finǎ, cenușie, lucratǎ la roatǎ; ardere reducătoare. | Muzeul „Vasile Pârvan”, Bârlad            | Cimec    |
|      | Vas "albie"                                   | Datare: sec. III p.Chr. Descoperit: jud. Vaslui, Bîrlad, Valea Seacă Material: pastă grosieră; modelare cu mâna | Vas în formǎ de albie lucrat din pastǎ grosierǎ cu pereții ușor oblici, buza dreaptǎ, fundul plat; pe laturile lungi câte o excrescențǎ rectangularǎ. | Muzeul „Vasile Pârvan”, Bârlad            | Cimec    |
|      | Unguentariu                                   | Datare: sec. III p.Chr. Descoperit: jud. Vaslui, com. Pogana, Satul Nou Material: lut; modelare la roată | Unguentarium roman lucrat la roatǎ din pastǎ asprǎ (cu nisip); de culoare galbenǎ-cǎrǎmizie. | Muzeul „Vasile Pârvan”, Bârlad            | Cimec    |
|      | Kernos                                        | Datare: sec. IV p.Chr. Descoperit: jud. Vaslui, com. Pogonești Material: lut fin | Kernos din lut; culoare cenușie-brunǎ; corp tubular-circular cu trei vase (cupe) sferoidale aplicate pe partea de deasupra. | Muzeul „Vasile Pârvan”, Bârlad            | Cimec    |
|      | Ceașcă                                        | Descoperit: jud. Vaslui, com. Grivița, Trestiana, Trestiana Material: lut semifin; modelare cu mâna | Ceașcă cu o toartă supraînǎlțatǎ, din lut; culoarea cenușie-brunǎ; lucratǎ cu mâna. | Muzeul „Vasile Pârvan”, Bârlad            | Cimec    |
|      | Ceașcă                                        | Descoperit: jud. Vaslui, com. Tutova, Bădeana Material: lut fin; modelare cu mâna | Ceașcă cu torți supraînǎlțate, din lut fin, modelată cu mâna. | Muzeul „Vasile Pârvan”, Bârlad            | Cimec    |
|      | Fibulă                                        | Datare: sec. IV p.Chr. Descoperit: jud. Vaslui, Bîrlad, Valea Seacă Material: bronz; batere | Fibulǎ tip „cu capete în formǎ de bulbi de ceapǎ”; bronz; turnare. | Muzeul „Vasile Pârvan”, Bârlad            | Cimec    |
|      | Fibulă                                        | Datare: sec. IV p.Chr. Descoperit: jud. Vaslui, Bîrlad, Valea Seacă Material: bronz; turnare | Fibulǎ tip cu capete în formǎ de bulbi de ceapǎ, cu arcul triunghiular în secțiune și piciorul trapezoidal; turnare. | Muzeul „Vasile Pârvan”, Bârlad            | Cimec    |
|      | Fibulă                                        | Datare: sec. IV p.Chr. Descoperit: jud. Vaslui, Bîrlad, Valea Seacă Material: argint; turnare | Fibulă de argint; tip cu semidisc și picior pentagonal; turnare. | Muzeul „Vasile Pârvan”, Bârlad            | Cimec    |
|      | Fibulă                                        | Datare: sec. IV p.Chr. Descoperit: jud. Vaslui, Bîrlad, Valea Seacă Material: argint; turnare | Fibulă de argint; tip cu semidisc și picior pentagonal; turnare. | Muzeul „Vasile Pârvan”, Bârlad            | Cimec    |
|      | Fibulă                                        | Datare: sec. IV p.Chr. Descoperit: jud. Vaslui, Bîrlad, Valea Seacă Material: argint; turnare; batere | Fibulǎ cu picior romboidal; argint; turnare; batere. | Muzeul „Vasile Pârvan”, Bârlad            | Cimec    |
|      | Fibulă                                        | Datare: sec. IV p.Chr. Descoperit: jud. Vaslui, Bîrlad, Valea Seacă Material: argint; turnare | Fibulǎ cu semidisc și picior pentagonal. | Muzeul „Vasile Pârvan”, Bârlad            | Cimec    |
|      | Fibulă                                        | Datare: sec. IV p.Chr. Descoperit: jud. Vaslui, Bîrlad, Valea Seacă Material: argint; turnare | Fibulǎ cu semidisc și picior pentagonal; port-agrafǎ sudatǎ. | Muzeul „Vasile Pârvan”, Bârlad            | Cimec    |
|      | Fibulă                                        | Datare: sec. IV p.Chr. Școală: Atelier roman Descoperit: jud. Vaslui, Bîrlad, Valea Seacă Material: argint; turnare; șlefuire | Fibulǎ din argint; turnare și decor ștanțat. | Muzeul „Vasile Pârvan”, Bârlad            | Cimec    |
|      | Fibulă                                        | Datare: sec. IV p.Chr. Școală: Atelier roman Descoperit: jud. Vaslui, Bîrlad, Valea Seacă Material: argint; turnare | Fibulǎ din argint cu piciorul lǎțit trapezoidal, cu opritoare ancoratǎ imitând înfǎșurarea. | Muzeul „Vasile Pârvan”, Bârlad            | Cimec    |
|      | Fibulă                                        | Datare: sec. IV p.Chr. Școală: Atelier roman Descoperit: jud. Vaslui, com. Fălciu, Bogdănești, Valea Seacă Material: bronz; turnare | Fibulă de bronz; turnare. | Muzeul „Vasile Pârvan”, Bârlad            | Cimec    |
|      | Fibulă                                        | Datare: sec. IV p.Chr. Descoperit: jud. Vaslui, Bîrlad, Valea Seacă Material: bronz; batere | Fibulă de bronz cu picior romboidal întors pe dedesubt înfășurat; batere. | Muzeul „Vasile Pârvan”, Bârlad            | Cimec    |
|      | Fibulă                                        | Datare: sec. IV p.Chr. Descoperit: jud. Vaslui, Bîrlad, Valea Seacă Material: bronz; batere | Fibulă de bronz cu piciorul întors pe dedesubt; batere. | Muzeul „Vasile Pârvan”, Bârlad            | Cimec    |
|      | Fibulă                                        | Datare: sec. IV p.Chr. Descoperit: jud. Vaslui, Bîrlad, Valea Seacă Material: bronz; turnare | Fibulă de bronz; imită tipul cu picior întors pe dedesubt; turnare. | Muzeul „Vasile Pârvan”, Bârlad            | Cimec    |
|      | Fibulă                                        | Datare: sec. IV p.Chr. Descoperit: jud. Vaslui, Bîrlad, Valea Seacă Material: argint; turnare; batere | Fibulă de argint cu piciorul pe dedesubt înfășurat; turnare; batere. | Muzeul „Vasile Pârvan”, Bârlad            | Cimec    |
|      | Fibulă                                        | Datare: sec. IV p.Chr. Descoperit: jud. Vaslui, Bîrlad, Valea Seacă Material: bronz; batere | Fibulă de bronz cu arcul înalt și piciorul întors pe dedesubt înfășurat; batere. | Muzeul „Vasile Pârvan”, Bârlad            | Cimec    |
|      | Fibulă                                        | Datare: sec. IV p.Chr. Descoperit: jud. Vaslui, Bîrlad, Valea Seacă Material: bronz; turnare | Fibulă de bronz; imită tipul cu picior întors pe dedesubt; turnare. | Muzeul „Vasile Pârvan”, Bârlad            | Cimec    |
|      | Fibulă                                        | Datare: sec. IV p.Chr. Descoperit: jud. Vaslui, Bîrlad, Valea Seacă Material: bronz; batere | Fibulă de bronz cu picior întors pe dedesubt; batere. | Muzeul „Vasile Pârvan”, Bârlad            | Cimec    |
|      | Pumnal                                        | Descoperit: jud. Vaslui, com. Băcani, Suseni, Saca Material: fier | | Muzeul „Vasile Pârvan”, Bârlad            | Cimec    |
|      | Pumnal                                        | Datare: sec. -7 - -5 Descoperit: jud. Vaslui, com. Mălușteni, Mânzătești, La Cișmeaua lui Sânpetru Material: fier; batere | | Muzeul „Vasile Pârvan”, Bârlad            | Cimec    |
|      | Celt                                          | Datare: sec. 14 - 12 a.Chr. Descoperit: jud. Vaslui, com. Șuletea, Fedești, Cetățuia Material: bronz; turnare | | Muzeul „Vasile Pârvan”, Bârlad            | Cimec    |
|      | Mărgea                                        | Datare: sec. IV-V p.Chr. Descoperit: jud. Vaslui, com. Ivești, Pogonești Material: sticlă; intarsii | | Muzeul „Vasile Pârvan”, Bârlad            | Cimec    |
|      | Colier de mărgele                             | Datare: sec. III p.Chr. Descoperit: jud. Vaslui, com. Murgeni, La Lutărie Material: mărgele de sticlă; inel de bronz | | Muzeul „Vasile Pârvan”, Bârlad            | Cimec    |
|      | Colier de mărgele                             | Datare: sec. IV p.Chr. Descoperit: jud. Vaslui, Bîrlad, Valea Seacă Material: agat; coral; sticlă | | Muzeul „Vasile Pârvan”, Bârlad            | Cimec    |
|      | Colier de mărgele                             | Datare: sec. III p.Chr. Material: chihlimbar; coral; sticlă | | Muzeul „Vasile Pârvan”, Bârlad            | Cimec    |
|      | Pensetă                                       | Datare: sec. IV p.Chr. Școală: Atelier local Descoperit: jud. Vaslui, Bîrlad, Valea Seacă Material: bronz; batere | | Muzeul „Vasile Pârvan”, Bârlad            | Cimec    |
|      | Pensetă                                       | Datare: sec. IV p.Chr. Școală: Atelier local Descoperit: jud. Vaslui, Bîrlad, Valea Seacă Material: bronz; batere | | Muzeul „Vasile Pârvan”, Bârlad            | Cimec    |
|      | Ulcior                                        | Datare: sec. III p.Chr. Material: lut; modelare la roată | Ulcior din pastǎ finǎ de culoare roșie; lucrat la roatǎ. | Muzeul „Vasile Pârvan”, Bârlad            | Cimec    |
|      | Ulcior                                        | Datare: sec. III p.Chr. Descoperit: jud. Vaslui, com. Perieni, Ciocani Material: lut fin; modelare cu mâna | Ulcior din pastă fină cenușie, lucrat la roată. | Muzeul „Vasile Pârvan”, Bârlad            | Cimec    |
|      | Ulcior                                        | Datare: sec. III p.Chr. Descoperit: jud. Vaslui, com. Unțești Material: lut; modelare la roată | Ulcior lucrat din pastǎ finǎ de culoare roșie-cǎrǎmizie, lucrat la roată. | Muzeul „Vasile Pârvan”, Bârlad            | Cimec    |
|      | Ulcior                                        | Datare: sec. IV-V p.Chr. Descoperit: jud. Vaslui, com. Zorleni, Cuptorul de la Fântânele Material: lut fin; modelare la roată; ardere reducătoare | Ulcior din pastǎ finǎ, de culoare cenușie-neagrǎ, lucratǎ la roatǎ; ardere reductoare. | Muzeul „Vasile Pârvan”, Bârlad            | Cimec    |
|      | Ulcior                                        | Datare: sec. IV p.Chr. Descoperit: jud. Vaslui, Bîrlad, Valea Seacă Material: lut fin; modelare la roată; lustruire; angobă | Ulcior roman din pastǎ finǎ; lucrat la roatǎ; acoperit cu angobǎ roșie. | Muzeul „Vasile Pârvan”, Bârlad            | Cimec    |
|      | Bol                                           | Datare: sec. IV p.Chr. Școală: Atelier roman Descoperit: jud. Vaslui, Bîrlad, Valea Seacă Material: lut; modelare la roată | Bol semisferic din pastǎ finǎ; lucrat la roatǎ; acoperit cu firnis negru; decor: două registre decorate cu rotița; pe una din fețe se aflǎ imprimatǎ efigia unui împǎrat roman de pe un denar roman. | Muzeul „Vasile Pârvan”, Bârlad            | Cimec    |
|      | Pahar                                         | Datare: sec. IV p.Chr. Descoperit: jud. Vaslui, Bîrlad, Valea Seacă Material: lut fin; modelare la roată | Pahar conic din lut, pastǎ finǎ, cenușie; lucrat la roatǎ. | Muzeul „Vasile Pârvan”, Bârlad            | Cimec    |
|      | Cupă                                          | Datare: sec. IV-V p.Chr. Descoperit: jud. Vaslui, Bîrlad, Valea Seacă Material: lut fin; modelare la roată | Cupǎ semisfericǎ din pastǎ finǎ, cenușie, lucratǎ la roatǎ, cu decor canelat, incizat și cu alveole, dispus în metope și registre. | Muzeul „Vasile Pârvan”, Bârlad            | Cimec    |
|      | Pahar                                         | Datare: sec. IV-V p.Chr. Școală: Atelier roman Descoperit: jud. Vaslui, Bîrlad, Valea Seacă Material: sticlă; suflare | Pahar lucrat din sticlǎ transparentǎ de culoare alb-gǎlbuie, cu buline albastre; suflare. | Muzeul „Vasile Pârvan”, Bârlad            | Cimec    |
|      | Pahar                                         | Datare: sec. IV p.Chr. Descoperit: jud. Vaslui, Bîrlad, Valea Seacă Material: lut fin; modelare la roată | Pahar din pastǎ finǎ, lucrat la roatǎ; culoarea cenușie; corpul bitronconic, buza dreaptǎ, fundul plat. | Muzeul „Vasile Pârvan”, Bârlad            | Cimec    |
|      | Cazan                                         | Datare: sec. IV p.Chr. Școală: Atelier local Descoperit: jud. Vaslui, Bîrlad, Valea Seacă Material: lut fin; modelare la roată | Cazan din pastǎ finǎ, cenușie, lucrat la roatǎ; decor în metope din caneluri, înțepǎturi și incizii. | Muzeul „Vasile Pârvan”, Bârlad            | Cimec    |
|      | Seceră                                        | Descoperit: jud. Vaslui, com. Banca, Ghermănești, Holm Material: bronz; turnare | Seceră cu cârlig; bronz; turnare. | Muzeul „Vasile Pârvan”, Bârlad            | Cimec    |
|      | Seceră                                        | Descoperit: jud. Vaslui, com. Banca, Ghermănești, Holm Material: bronz; turnare | Seceră cu cârlig; bronz; turnare. | Muzeul „Vasile Pârvan”, Bârlad            | Cimec    |
|      | Seceră                                        | Descoperit: jud. Vaslui, com. Banca, Ghermănești, Holm Material: bronz; turnare | Seceră cu cârlig; bronz; turnare. | Muzeul „Vasile Pârvan”, Bârlad            | Cimec    |
|      | Seceră                                        | Descoperit: jud. Vaslui, com. Banca, Ghermănești, Holm Material: bronz; turnare | Seceră cu cârlig; bronz; turnare. | Muzeul „Vasile Pârvan”, Bârlad            | Cimec    |
|      | Cană                                          | Datare: sec. IV p.Chr. Școală: Atelier local Descoperit: jud. Vaslui, Bîrlad, Valea Seacă Material: lut fin; modelare la roată | Canǎ din pastǎ finǎ cenușie; lucratǎ la roatǎ; decor lustruit și benzi în torsadǎ. | Muzeul „Vasile Pârvan”, Bârlad            | Cimec    |
|      | Cană                                          | Datare: sec. IV p.Chr. Școală: Atelier local Descoperit: jud. Vaslui, Bîrlad, Valea Seacă Material: lut fin; modelare la roată | Canǎ din pastǎ finǎ cenușie; lucratǎ la roatǎ. | Muzeul „Vasile Pârvan”, Bârlad            | Cimec    |
|      | Cană                                          | Datare: sec. IV p.Chr. Școală: Atelier local Descoperit: jud. Vaslui, Bîrlad, Valea Seacă Material: lut fin; modelare la roată | Canǎ din pastǎ finǎ cenușie; lucratǎ la roatǎ. | Muzeul „Vasile Pârvan”, Bârlad            | Cimec    |
|      | Cană                                          | Datare: sec. IV p.Chr. Școală: Atelier local Descoperit: jud. Vaslui, Bîrlad, Valea Seacă Material: lut fin; modelare la roată; ardere reducătoare | Canǎ din pastǎ finǎ cenușie; lucratǎ la roatǎ; ardere reducătoare. | Muzeul „Vasile Pârvan”, Bârlad            | Cimec    |
|      | Cană                                          | Datare: sec. IV p.Chr. Școală: Atelier local Descoperit: jud. Vaslui, Bîrlad, Valea Seacă Material: lut fin; modelare la roată | Canǎ din pastǎ finǎ cenușie; lucratǎ la roatǎ; ardere reducătoare. | Muzeul „Vasile Pârvan”, Bârlad            | Cimec    |
|      | Cană                                          | Datare: sec. IV p.Chr. Școală: Atelier local Descoperit: jud. Vaslui, Bîrlad, Valea Seacă Material: lut fin; modelare la roată | Canǎ din pastǎ finǎ cenușie; lucratǎ la roatǎ; ardere reducătoare. | Muzeul „Vasile Pârvan”, Bârlad            | Cimec    |
|      | Cană                                          | Datare: sec. IV p.Chr. Școală: Atelier local Descoperit: jud. Vaslui, Bîrlad, Valea Seacă Material: lut fin; modelare la roată | Canǎ din pastǎ finǎ cenușie; lucratǎ la roatǎ; ardere reducătoare. | Muzeul „Vasile Pârvan”, Bârlad            | Cimec    |
|      | Cană                                          | Datare: sec. IV p.Chr. Școală: Atelier local Descoperit: jud. Vaslui, Bîrlad, Valea Seacă Material: lut fin; modelare la roată | Canǎ din pastǎ finǎ cenușie; lucratǎ la roatǎ. | Muzeul „Vasile Pârvan”, Bârlad            | Cimec    |
|      | Cană                                          | Datare: sec. IV p.Chr. Școală: Atelier local Descoperit: jud. Vaslui, Bîrlad, Valea Seacă Material: lut fin; modelare la roată | Canǎ din pastǎ finǎ cenușie; lucratǎ la roatǎ. | Muzeul „Vasile Pârvan”, Bârlad            | Cimec    |
|      | Cană                                          | Datare: sec. IV p.Chr. Descoperit: jud. Vaslui, Bîrlad, Valea Seacă Material: lut cu nisip; modelare la roată; ardere oxidantă | Canǎ din pastǎ nisipoasǎ, cǎrǎmizie, lucratǎ la roatǎ; ardere oxidantǎ. | Muzeul „Vasile Pârvan”, Bârlad            | Cimec    |
|      | Cană                                          | Datare: sec. IV p.Chr. Descoperit: jud. Vaslui, Bîrlad, Valea Seacă Material: lut cu nisip; modelare la roată | Canǎ din pastǎ cu nisip, cǎrǎmizie, lucratǎ la roată. | Muzeul „Vasile Pârvan”, Bârlad            | Cimec    |
|      | Cană                                          | Datare: sec. IV p.Chr. Școală: Atelier local Descoperit: jud. Vaslui, Bîrlad, Valea Seacă Material: lut fin; modelare la roată | Canǎ din pastǎ finǎ cenușie-gălbuie; lucratǎ la roatǎ; ardere reducătoare. | Muzeul „Vasile Pârvan”, Bârlad            | Cimec    |
|      | Amforă                                        | Datare: sec. IV p.Chr. Școală: Atelier roman Descoperit: jud. Vaslui, Bîrlad, Valea Seacă Material: lut fin; modelare la roată; ardere oxidantă | Amforǎ „burduf” din pastǎ finǎ; de culoare cǎrǎmizie; lucratǎ la roatǎ; ardere oxidantǎ. | Muzeul „Vasile Pârvan”, Bârlad            | Cimec    |
|      | Amforă                                        | Datare: sec. IV p.Chr. Descoperit: jud. Vaslui, Bîrlad, Valea Seacă Material: lut cu nisip; modelare la roată | Amforǎ tip „torpilǎ”; lucratǎ din pastǎ cu nisip; culoare galben-cǎrǎmizie; lucratǎ la roatǎ. | Muzeul „Vasile Pârvan”, Bârlad            | Cimec    |
|      | Amforă                                        | Datare: sec. III-IV p.Chr. Descoperit: jud. Vaslui, Bîrlad, Valea Seacă Material: lut cu nisip; modelare la roată | Amforǎ realizatǎ din pastǎ nisipoasǎ; culoare roșie-cǎrǎmizie; lucratǎ la roatǎ. | Muzeul „Vasile Pârvan”, Bârlad            | Cimec    |
|      | Amforă                                        | Datare: sec. IV p.Chr. Descoperit: jud. Vaslui, Bîrlad, Valea Seacă Material: lut cu nisip; modelare la roată; ardere oxidantă | Amforǎ lucratǎ din pastǎ cu nisip și acoperitǎ cu slip roșu; lucratǎ la roatǎ; ardere oxidantǎ; culoare roșie-cǎrǎmizie. | Muzeul „Vasile Pârvan”, Bârlad            | Cimec    |
|      | Amforă                                        | Datare: sec. IV p.Chr. Descoperit: jud. Vaslui, Bîrlad, Valea Seacă Material: lut cu nisip; modelare la roată; ardere oxidantă | Amforǎ lucratǎ din pastǎ cu nisip; lucratǎ la roatǎ; ardere oxidantǎ; culoare roșie. | Muzeul „Vasile Pârvan”, Bârlad            | Cimec    |
|      | Amforă                                        | Datare: sec. IV p.Chr. Descoperit: jud. Vaslui, Bîrlad, Valea Seacă Material: lut cu nisip; modelare la roată; ardere oxidantă | Amforǎ „burduf” din pastǎ nisipoasǎ; culoare roșie-cǎrǎmizie; lucratǎ la roatǎ; ardere oxidantǎ. | Muzeul „Vasile Pârvan”, Bârlad            | Cimec    |
|      | Amforă                                        | Datare: sec. IV p.Chr. Descoperit: jud. Vaslui, Bîrlad, Valea Seacă Material: lut cu nisip; modelare la roată | Amforǎ din lut în amestec cu nisip; culoare galben-cǎrǎmizie; lucratǎ la roatǎ. | Muzeul „Vasile Pârvan”, Bârlad            | Cimec    |
|      | Amforă                                        | Datare: sec. III-IV p.Chr. Descoperit: jud. Vaslui, com. Fălciu, Bogdănești Material: lut cu nisip; modelare la roată; ardere oxidantă | Amforǎ din pastǎ nisipoasǎ; culoare gǎlbuie; lucratǎ la roatǎ; ardere oxidantǎ. | Muzeul „Vasile Pârvan”, Bârlad            | Cimec    |
|      | Amforă                                        | Datare: sec. III-IV p.Chr. Descoperit: jud. Vaslui, Bîrlad, Valea Seacă Material: lut cu nisip | Amfora este lucratǎ din pastǎ nisipoasǎ, de culoare roșie-cǎrǎmizie. | Muzeul „Vasile Pârvan”, Bârlad            | Cimec    |
|      | Amforă                                        | Datare: sec. III-IV p.Chr. Descoperit: jud. Vaslui, com. Șuletea, La Șipot Material: lut cu nisip; modelare la roată; ardere oxidantă | Amforǎ „burduf” din pastǎ nisipoasǎ; culoare roșie-cǎrǎmizie; lucratǎ la roatǎ; ardere oxidantǎ. | Muzeul „Vasile Pârvan”, Bârlad            | Cimec    |
|      | Amforă                                        | Datare: sec. IV p.Chr. Școală: Atelier local Descoperit: jud. Vaslui, com. Ivești, Pogonești, La Cruce Material: lut fin; modelare la roată; angobă | Amforǎ lucratǎ la roatǎ din pastǎ finǎ cenușie-neagrǎ, acoperitǎ cu angobǎ întunecatǎ. | Muzeul „Vasile Pârvan”, Bârlad            | Cimec    |
|      | Seceră                                        | Descoperit: jud. Vaslui, com. Pogana, Tomești, Cuibul Vulturului Material: bronz; turnare | Seceră (fragmentară) de bronz; turnare. | Muzeul „Vasile Pârvan”, Bârlad            | Cimec    |
|      | Seceră                                        | Descoperit: jud. Vaslui, com. Pogana, Tomești, Cuibul Vulturului Material: bronz; turnare | Seceră cu cârlig (2/3); bronz; turnare. | Muzeul „Vasile Pârvan”, Bârlad            | Cimec    |
|      | Seceră                                        | Descoperit: jud. Vaslui, com. Pogana, Tomești, Cuibul Vulturului Material: bronz; turnare | Seceră (1/2 vârf) de bronz; turnare. | Muzeul „Vasile Pârvan”, Bârlad            | Cimec    |
|      | Seceră                                        | Descoperit: jud. Vaslui, com. Pogana, Tomești, Cuibul Vulturului Material: bronz; turnare | Seceră cu cârlig (fragmentară); bronz; turnare. | Muzeul „Vasile Pârvan”, Bârlad            | Cimec    |
|      | Seceră                                        | Descoperit: jud. Vaslui, com. Pogana, Tomești, Cuibul Vulturului Material: bronz; turnare | Seceră cu cârlig; bronz; turnare; lamă lată îndoită în unghi ascuțit, îngustă. | Muzeul „Vasile Pârvan”, Bârlad            | Cimec    |
|      | Seceră                                        | Descoperit: jud. Vaslui, com. Pogana, Tomești, Cuibul Vulturului Material: bronz; turnare | Seceră cu cârlig; bronz; turnare. | Muzeul „Vasile Pârvan”, Bârlad            | Cimec    |
|      | Seceră                                        | Descoperit: jud. Vaslui, com. Pogana, Tomești, Cuibul Vulturului Material: bronz; turnare | Seceră cu cârlig; bronz; turnare; lamă arcuită cu vârful rupt. | Muzeul „Vasile Pârvan”, Bârlad            | Cimec    |
|      | Seceră                                        | Descoperit: jud. Vaslui, com. Pogana, Tomești, Cuibul Vulturului Material: bronz; turnare | Seceră cu cârlig; bronz; turnare; lamă lată. | Muzeul „Vasile Pârvan”, Bârlad            | Cimec    |
|      | Seceră                                        | Descoperit: jud. Vaslui, com. Pogana, Tomești, Cuibul Vulturului Material: bronz; turnare | Seceră cu cârlig; bronz; turnare. | Muzeul „Vasile Pârvan”, Bârlad            | Cimec    |
|      | Seceră                                        | Descoperit: jud. Vaslui, com. Pogana, Tomești, Cuibul Vulturului Material: bronz; turnare | Seceră cu cârlig; bronz; turnare; lamă lată. | Muzeul „Vasile Pârvan”, Bârlad            | Cimec    |
|      | Seceră                                        | Descoperit: jud. Vaslui, com. Pogana, Tomești, Cuibul Vulturului Material: bronz; turnare | Seceră cu cârlig; bronz; turnare. | Muzeul „Vasile Pârvan”, Bârlad            | Cimec    |
|      | Seceră                                        | Descoperit: jud. Vaslui, com. Pogana, Tomești, Cuibul Vulturului Material: bronz; turnare | Seceră cu cârlig; bronz; turnare; lamă arcuită, semicirculară. | Muzeul „Vasile Pârvan”, Bârlad            | Cimec    |
|      | Seceră                                        | Descoperit: jud. Vaslui, com. Pogana, Tomești, Cuibul Vulturului Material: bronz; turnare | Seceră cu cârlig; bronz; turnare; lamă lată îndoită în unghi și partea inferioară îngustă. | Muzeul „Vasile Pârvan”, Bârlad            | Cimec    |
|      | Seceră                                        | Descoperit: jud. Vaslui, com. Pogana, Tomești, Cuibul Vulturului Material: bronz; turnare | Seceră tip cu limbă la mâner; bronz; turnare; fragmentară. | Muzeul „Vasile Pârvan”, Bârlad            | Cimec    |
|      | Seceră                                        | Descoperit: jud. Vaslui, com. Pogana, Tomești, Cuibul Vulturului Material: bronz; turnare | Seceră cu cârlig (ruptă dinspre vârf); bronz; turnare. | Muzeul „Vasile Pârvan”, Bârlad            | Cimec    |
|      | Seceră                                        | Descoperit: jud. Vaslui, com. Pogana, Tomești, Cuibul Vulturului Material: bronz; turnare | Seceră cu cârlig; bronz; turnare; lamă lată arcuită, cu partea inferioară mai îngustă. | Muzeul „Vasile Pârvan”, Bârlad            | Cimec    |
|      | Seceră                                        | Descoperit: jud. Vaslui, com. Pogana, Tomești, Cuibul Vulturului Material: bronz; turnare | Seceră cu cârlig; bronz; turnare; lamă lată, cu partea inferioară mai îngustă. | Muzeul „Vasile Pârvan”, Bârlad            | Cimec    |
|      | Seceră                                        | Descoperit: jud. Vaslui, com. Pogana, Tomești, Cuibul Vulturului Material: bronz; turnare | Seceră cu cârlig (2/3); bronz; turnare; lamă lată arcuită și partea inferioară mai scurtă. | Muzeul „Vasile Pârvan”, Bârlad            | Cimec    |
|      | Seceră                                        | Descoperit: jud. Vaslui, com. Pogana, Tomești, Cuibul Vulturului Material: bronz; turnare | Seceră cu cârlig; bronz; turnare; lamă lată îndoită în unghi și partea inferioară dreaptă, mult dezvoltată. | Muzeul „Vasile Pârvan”, Bârlad            | Cimec    |
|      | Seceră                                        | Descoperit: jud. Vaslui, com. Pogana, Tomești, Cuibul Vulturului Material: bronz; turnare | Seceră cu cârlig; bronz; turnare; lamă lată curbă și partea inferioară scurtă și îngustă. | Muzeul „Vasile Pârvan”, Bârlad            | Cimec    |
|      | Daltă                                         | Descoperit: jud. Vaslui, com. Pogana, Tomești, Cuibul Vulturului Material: bronz; turnare | Daltă dintr-o bară de bronz; turnare. | Muzeul „Vasile Pârvan”, Bârlad            | Cimec    |
|      | Celt                                          | Descoperit: jud. Vaslui, com. Pogana, Tomești, Cuibul Vulturului Material: bronz; turnare | Topor tip „celt” din bronz; turnare. | Muzeul „Vasile Pârvan”, Bârlad            | Cimec    |
|      | Cataramă                                      | Descoperit: jud. Vaslui, com. Pogana, Tomești, Cuibul Vulturului Material: bronz; turnare | Cataramǎ din bronz; turnare și batere; forma: o placǎ trapezoidalǎ și un cerc împǎrțit de o barǎ care se prelungește într-un cârlig. | Muzeul „Vasile Pârvan”, Bârlad            | Cimec    |
|      | Psalie                                        | Descoperit: jud. Vaslui, com. Pogana, Tomești, Cuibul Vulturului Material: bronz; turnare | Psalie de bronz cu corpul arcuit, mijlocul îngroșat și capetele puțin îngroșate, cu o terminație platǎ romboidalǎ la un capǎt și circularǎ la celǎlalt capǎt. La mijloc are un orificiu rectangular. | Muzeul „Vasile Pârvan”, Bârlad            | Cimec    |
|      | Pandantiv                                     | Descoperit: jud. Vaslui, com. Pogana, Tomești, Cuibul Vulturului Material: bronz; turnare | Pandantiv din bronz în formǎ de buclǎ, cu un capǎt arcuit terminat circular; capǎtul opus ascuțit cu doi pinteni laterali. | Muzeul „Vasile Pârvan”, Bârlad            | Cimec    |
|      | Statuetă antropomorfă masculină șezând        | Descoperit: jud. Vaslui, com. Dumești, Dumești, Între Pâraie Material: lut ars; modelare cu mâna; ardere | Statueta este realizată din pastă fină, realizată în poziție șezând. Sânii sunt realizați prin două incizii totale iar buricul printr-o mică pastilă de lut. Brațele sunt atrofiate și prezentate în orantă. În jurul abdomenului este reprezentată o cingătoare. Picioarele, de la nivelul genunchilor, sunt rupte din vechime. A fost descoperită în locuința L6, împreună cu o altă statuetă masculină. | Muzeul Județean „Ștefan cel Mare”, Vaslui | Cimec    |
|      | Fructieră cu picior                           | Descoperit: jud. Vaslui, com. Dumești, Dumești, Între Pâraie Material: lut ars; modelare cu mâna; ardere; pictare | Vasul este realizat din pastă fină și pictat tricrom. Fructiera este pictată cu volute. Pe picior, sunt pictate linii în Z. Baza piciorului este pictată cu volute, acest registru fiind despărțit de cel superior, de pe piciorul vasului, prin trei linii brune pe fond alb. Piciorul prezintă un orificiu în V. | Muzeul Județean „Ștefan cel Mare”, Vaslui | Cimec    |
|      | Bol                                           | Descoperit: jud. Vaslui, com. Dumești, Dumești, Între Pâraie Material: lut ars; modelare cu mâna; ardere; pictare | Pastă fină de culoare roșiatică, cu cioburi pisate în compoziție. Gât ușor evazat, cu buza ușor trasă în interior. O bandă neagră desparte cele două registre decorative. Pictură tricromă, pe fondul vasului. Primul registru, ove și cârlige de spirale, din benzi albe, bordate cu brun, interspațiul decorat cu roșu liniar. Al doilea registru constă dintr-un decor cu spirale înfășurate, în interior vasul a fost pictat cu triunghiuri albe, bordate cu brun, până în apropiere de diametrul maxim. | Muzeul Județean „Ștefan cel Mare”, Vaslui | Cimec    |
|      | Amforetă                                      | Descoperit: jud. Vaslui, com. Dumești, Dumești, Între Pâraie Material: lut ars; modelare cu mâna; ardere; pictare | Realizată din pastă fină, acoperită cu angobă, pictată tricrom. Decorul, realizat în negativ pe fond alb, este realizat prin spirale și ove. Tehnica este de bordare a motivelor cu brun închis și pictarea cu roșu a spațiului rămas liber între spirale și ove. Amforeta prezintă o apucătoare, perforată transversal. | Muzeul Județean „Ștefan cel Mare”, Vaslui | Cimec    |
|      | Pahar                                         | Descoperit: jud. Vaslui, com. Dumești, Dumești, Între Pâraie Material: lut ars; modelare cu mâna; ardere; pictare | Vasul este realizat din pastă fină, are corpul bombat și buza evazată. Este decorată, pe buză, cu ove pictate cu roșu și bordate cu brun. În interior, apare un decor din triunghiuri pictate cu brun. Corpul vasului este pictat cu linii în Z, pe fondul alb, mărginite cu negru. | Muzeul Județean „Ștefan cel Mare”, Vaslui | Cimec    |
|      | Pahar                                         | Descoperit: jud. Vaslui, com. Dumești, Dumești, Între Pâraie Material: lut ars; modelare cu mâna; ardere; pictare | Vasul este realizat din pastă fină, are corpul bombat și buza evazată. Este decorată, pe buză, cu ove pictate cu roșu și bordate cu brun. În interior, apare un decor din triunghiuri, pictate cu brun. Corpul vasului este pictat cu linii în Z pe fondul alb, mărginite cu negru. | Muzeul Județean „Ștefan cel Mare”, Vaslui | Cimec    |
|      | Castron cu picior                             | Descoperit: jud. Vaslui, com. Dumești, Dumești, Între Pâraie Material: lut ars; modelare cu mâna; ardere; pictare | Vasul este realizat din pastă fină, pictat tricrom. Fundul vasului este pictat cu linii hașurate, realizate prin culoarea brun, pe fond alb. Vasul pictat tricrom, cu ove realizate cu roșu și bordate cu negru. Buza vasului prezintă un decor pictat, realizat prin linii hașurate. | Muzeul Județean „Ștefan cel Mare”, Vaslui | Cimec    |
|      | Castron cu picior                             | Descoperit: jud. Vaslui, com. Dumești, Dumești, Între Pâraie Material: lut ars; modelare cu mâna; ardere; pictare | Vasul este realizat dintr-o pastă de bună calitate, fină. Este pictat tricrom, prin pictarea unor ove de culoare roșie, bordate cu brun tangente una cu cealaltă. Piciorul vasului, deși este foarte scurt, prezintă un orificiu. | Muzeul Județean „Ștefan cel Mare”, Vaslui | Cimec    |
|      | Vas globular                                  | Descoperit: jud. Vaslui, com. Dumești, Dumești, Între Pâraie Material: lut ars; modelare cu mâna; ardere; pictare | Vasul este de formă globulară, cu gâtul înalt. Este pictat bicrom. Decorul este reprezentat prin meandre, care se intersectează. Decorul este realizat prin umplerea cu negru a spațiului, dintre meandrele pictate cu alb. | Muzeul Județean „Ștefan cel Mare”, Vaslui | Cimec    |
|      | Vas globular                                  | Descoperit: jud. Vaslui, com. Dumești, Dumești, Între Pâraie Material: lut ars; modelare cu mâna; ardere; pictare | Vasul este de formă globulară, cu gâtul înalt. Este pictat bicrom. Decorul este reprezentat prin meandre, care se intersectează. Decorul este realizat prin umplerea cu negru a spațiului, dintre meandrele pictate cu alb. | Muzeul Județean „Ștefan cel Mare”, Vaslui | Cimec    |
|      | Hematit                                       | Descoperit: jud. Vaslui, com. Dumești, Dumești, Între Pâraie Material: hematit; șlefuire | Au o formă prismatică, de culoare roșie, cu fațete neuniform șlefuite. | Muzeul Județean „Ștefan cel Mare”, Vaslui | Cimec    |
|      | Oxid manganiferos                             | Descoperit: jud. Vaslui, com. Dumești, Dumești, Între Pâraie Material: Oxid manganiferos | Sub formă de noduli, de culoare brună. 1048 noduli întregi, 149 fragmentari. | Muzeul Județean „Ștefan cel Mare”, Vaslui | Cimec    |
|      | Vas globular                                  | Descoperit: jud. Vaslui, com. Dumești, Dumești, Între Pâraie Material: lut ars; modelat cu mâna; ardere; pictare | Realizat din pastă fină. Este pictat la exterior cu S-uri orizontale, formate din benzi albe, negative, bordate cu negru, intespațiul pictat cu roșu. Sub gât, prezintă două tortițe, perforate orizontal. Vasul este spart din vechime la nivelul umărului. A fost folosit la păstrarea materiei prime, necesară obținerii vopselelor, a două pensoane și un lustruitor. A fost utilizat ca o trusă pentru pictura vaselor. | Muzeul Județean „Ștefan cel Mare”, Vaslui | Cimec    |
|      | Amforetă                                      | Descoperit: jud. Vaslui, com. Dumești, Dumești, Între Pâraie Material: lut ars; modelat cu mâna; ardere; pictare | Vasul este realizat dintr-o pastă puțin grosieră. Decorul este realizat prin pictarea pe fond alb a unor benzi verticale negative, bordate cu linii negre, prevăzute median, cu linii brun-roșiatice iar interspațiul cu benzi late, brun-roșcate. | Muzeul Județean „Ștefan cel Mare”, Vaslui | Cimec    |
|      | Penson                                        | Descoperit: jud. Vaslui, com. Dumești, Dumești, Între Pâraie Material: lut ars; modelat cu mâna; ardere | Realizat din pastă bine lucrată, de culoare roșiatică. Are o formă piriformă și prezintă o mică aplatizare ce îi permite poziționarea oblică. Are o perforație parțială, longitudinală. | Muzeul Județean „Ștefan cel Mare”, Vaslui | Cimec    |
|      | Penson                                        | Descoperit: jud. Vaslui, com. Dumești, Dumești, Între Pâraie Material: lut ars; modelat cu mâna; ardere | Realizat din pastă bine lucrată, de culoare roșiatică. Are o formă piriformă și prezintă o mică aplatizare ce îi permite poziționarea oblică. Are o perforație parțială, longitudinală. | Muzeul Județean „Ștefan cel Mare”, Vaslui | Cimec    |
|      | Lustruitor                                    | Descoperit: jud. Vaslui, com. Dumești, Dumești, Între Pâraie Material: marnă; șlefuire | Lustruitorul este realizat dintr-o marnă. Prezintă urme de pigmenți, ce au rezultat în urma pisării hematitului și oxidului manganiferos. În urma unei arderi secundare, s-a spart în trei bucăți. | Muzeul Județean „Ștefan cel Mare”, Vaslui | Cimec    |
|      | Topor piatră                                  | Datare: sec. XVIII – X a.Chr. Material: piatră; cioplire, șlefuire, perforare | Topor cu o îngroșare în dreptul perforației circulare . muchia în formă de măciulie. Tăișul lățit și arcuit în vertical. | Muzeul „Vasile Pârvan”, Bârlad            | Cimec    |
|      | Ceașcă                                        | Descoperit: jud. Vaslui, com. Grivița, Trestiana Material: Lut; modelare cu mâna | Ceașcă cu torți supraînălțate, din lut fin, culoare cenușie; lucrată cu mâna, lustruită superficial | Muzeul „Vasile Pârvan”, Bârlad            | Cimec    |
|      | Vas                                           | Școală: Trestiana Descoperit: jud. Vaslui, com. Grivița, Trestiana Material: Lut; modelare cu mâna | Vas din pastă fină, cenușie-brună; lucrat cu mâna; incizii pe capac și oblice (turnând profilul bitronconic) pe corp. | Muzeul „Vasile Pârvan”, Bârlad            | Cimec    |
|      | Bol                                           | Datare: Sec. III-IV Școală: Atelier local Descoperit: jud. Vaslui, com. Bârlad Material: Lut (pastă fină); lucrat la roată | Bol semisferic, din pastă fină; lucrat la roată; culoarea cenușie. | Muzeul „Vasile Pârvan”, Bârlad            | Cimec    |
|      | Oală                                          | Datare: Sec. IV Descoperit: jud. Vaslui, com. Banca, Ghermănești Material: Ceramică fină; cenușie, lucrată la roată | Oală cu torți din pastă fină, cenușie; lucrată la roată. | Muzeul „Vasile Pârvan”, Bârlad            | Cimec    |
|      | Ceașcă                                        | Datare: Sec. XIV - XII Descoperit: jud. Vaslui, com. Tutova, Coroi Material: Lut; cenușie, lucrată cu mâna | Ceașcă cu două torți supraînălțate, din lut, culoare cenușie, lucrată cu mâna. | Muzeul „Vasile Pârvan”, Bârlad            | Cimec    |
|      | Ceașcă                                        | Datare: Sec. XVI - XII Descoperit: jud. Vaslui, com. Perieni Material: Ceașcă cu torți supraînălțate, din lut, culoare cenușie; lucrată cu mâna | Ceașcă cu torți supraînălțate, din lut, culoare cenușie; lucrată cu mâna. | Muzeul „Vasile Pârvan”, Bârlad            | Cimec    |
|      | Oală                                          | Școală: Atelier local Descoperit: jud. Vaslui, Bârlad Material: Ceramică fină; cenușie, lucrată la roată | Oală cu două torți, din pastă fină, cenușie, lucrată la roată. | Muzeul „Vasile Pârvan”, Bârlad            | Cimec    |
|      | Vas                                           | Descoperit: jud. Vaslui, com. Perieni Material: Lut; modelare cu mâna | Vas cu profilul "S" din pastă semifină, culoarea cenușie; lucrat cu mâna, lustruit. | Muzeul „Vasile Pârvan”, Bârlad            | Cimec    |
|      | Vas                                           | Datare: Sec. XIV Descoperit: jud. Vaslui, com. Ivești Material: Lut; modelare cu mâna | Vas cu profilul în "S" din pastă semifină, cenușie; lucrată cu mâna; lustruită superficial, prevazută cu două apucători mici. | Muzeul „Vasile Pârvan”, Bârlad            | Cimec    |
|      | Ceașcă                                        | Descoperit: jud. Vaslui, com. Ivești, Pogonești Material: Lut; modelare cu mâna | Ceașcă lucrată din lut fin; culoarea cenușie, lucrată cu mâna, toartă supraînălțată. | Muzeul „Vasile Pârvan”, Bârlad            | Cimec    |
|      | Brăzdar                                       | Datare: Sec. IX - XI Descoperit: jud. Vaslui, com. Pogonești Material: Fier; batere | Brăzdar din fier; batere; descoperire întâmplătoare în satul Pogonești "La Vernescu", jud. Vaslui. | Muzeul „Vasile Pârvan”, Bârlad            | Cimec    |
|      | Statuetă antropomorfă                         | Descoperit: jud. Vaslui, com. Dumești, Dumești, "Între pâraie" Material: lut; ardere, modelare cu mâna | Statuetă feminină, modelată cu mâna din lut fin și arsă oxidant. În momentul descoperirii avea lipsă, din vechime, capul, un umăr și o parte din membrele inferioare. Are toracele mic, abdomenul alungit, talia înaltă, zona inghinală ușor convexă, membrele superioare ușor arcuite în partea de sus, iar cele inferioare lipite. Este ornamentată prin pictură bicromă, cu brun pe fond alb, pe întreg corpul. | Muzeul Județean „Ștefan cel Mare”, Vaslui | Cimec    |
|      | Statuetă antropomorfă                         | Descoperit: jud. Vaslui, com. Dumești, Dumești, "Între pâraie" Material: lut; ardere, modelare cu mâna, incizare | Statuetă antropomorfă feminină modelată din pastă fină cu pleavă tocată în compoziție. Are jumătatea superioară puțin înclinată, cu profilul în zona inghinală ușor convex iar pe linia spatelui concav. Capul modelat, prin strângerea lutului încă moale între degete, în continuarea capului. Umerii sunt prelungiți și arcuiți în sus. Sânii, ombilicul și genunchii au fost marcați prin mici pastile de lut. Jumătatea inferioară a statuetei prezintă extragerea șoldurilor și a regiunii mușchilor fesieri, coapsele lipite și prelungite printr-un picior scurt, despărțite pe ambele fețe de câte o șănțuire verticală. Este ornamentată cu un decor incizat. | Muzeul Județean „Ștefan cel Mare”, Vaslui | Cimec    |
|      | Statuetă antropomorfă                         | Descoperit: jud. Vaslui, com. Dumești, Dumești, "Între pâraie" Material: lut; ardere, modelare cu mâna, incizare | Statuetă antropomorfă feminină modelată din pastă fină cu pleavă tocată în compoziție. Are jumătatea superioară puțin înclinată, cu profilul în zona inghinală ușor convex iar pe linia spatelui concav. Capul modelat, prin strângerea lutului încă moale între degete, în continuarea capului. Umerii sunt prelungiți și arcuiți în sus. Sânii, ombilicul și genunchii au fost marcați prin mici pastile de lut. Jumătatea inferioară a statuetei prezintă extragerea șoldurilor și a regiunii mușchilor fesieri, coapsele lipite și prelungite printr-un picior scurt, despărțite pe ambele fețe de câte o șănțuire verticală. Este ornamentată cu un decor incizat. | Muzeul Județean „Ștefan cel Mare”, Vaslui | Cimec    |
|      | Statuetă antropomorfă                         | Descoperit: jud. Vaslui, com. Dumești, Dumești, "Între pâraie" Material: lut; ardere, modelare cu mâna, incizare | Statuetă antropomorfă feminină modelată din pastă fină cu pleavă tocată în compoziție. Are jumătatea superioară puțin înclinată, cu profilul în zona inghinală ușor convex iar pe linia spatelui concav. Capul modelat, prin strângerea lutului încă moale între degete, în continuarea capului. Umerii sunt prelungiți și arcuiți în sus. Sânii, ombilicul și genunchii au fost marcați prin mici pastile de lut. Jumătatea inferioară a statuetei prezintă extragerea șoldurilor și a regiunii mușchilor fesieri, coapsele lipite și prelungite printr-un picior scurt, despărțite pe ambele fețe de câte o șănțuire verticală. Este ornamentată cu un decor incizat. | Muzeul Județean „Ștefan cel Mare”, Vaslui | Cimec    |
|      | Statuetă antropomorfă                         | Descoperit: jud. Vaslui, com. Dumești, Dumești, "Între pâraie" Material: lut; ardere, modelare cu mâna, incizare | Statuetă antropomorfă feminină, modelată din pastă fină cu pleavă tocată în compoziție. Are jumătatea superioară puțin înclinată, cu profilul în zona inghinală ușor convex iar pe linia spatelui concav. Capul modelat, prin strângerea lutului încă moale între degete, în continuarea capului. Umerii sunt prelungiți și arcuiți în sus. Sânii, ombilicul și genunchii au fost marcați prin mici pastile de lut. Jumătatea inferioară a statuetei prezintă extragerea șoldurilor și a regiunii mușchilor fesieri, coapsele lipite și prelungite printr-un picior scurt, despărțite pe ambele fețe de câte o șănțuire verticală. Este ornamentată cu un decor incizat. | Muzeul Județean „Ștefan cel Mare”, Vaslui | Cimec    |
|      | Statuetă antropomorfă                         | Descoperit: jud. Vaslui, com. Dumești, Dumești, "Între pâraie" Material: lut; ardere, modelare cu mâna, incizare | Statuetă antropomorfă feminină, modelată din pastă fină cu pleavă tocată în compoziție. Are jumătatea superioară puțin înclinată, cu profilul în zona inghinală ușor convex iar pe linia spatelui concav. Capul modelat, prin strângerea lutului încă moale între degete, în continuarea capului. Umerii sunt prelungiți și arcuiți în sus. Sânii, ombilicul și genunchii au fost marcați prin mici pastile de lut. Jumătatea inferioară a statuetei prezintă extragerea șoldurilor și a regiunii mușchilor fesieri, coapsele lipite și prelungite printr-un picior scurt, despărțite pe ambele fețe de câte o șănțuire verticală. Este ornamentată cu un decor incizat. | Muzeul Județean „Ștefan cel Mare”, Vaslui | Cimec    |
|      | Statuetă antropomorfă                         | Descoperit: jud. Vaslui, com. Dumești, Dumești, "Între pâraie" Material: lut; ardere, modelare cu mâna, incizare | Statuetă antropomorfă feminină, modelată din pastă fină cu pleavă tocată în compoziție. Are jumătatea superioară puțin înclinată, cu profilul în zona inghinală ușor convex iar pe linia spatelui concav. Capul modelat, prin strângerea lutului încă moale între degete, în continuarea capului. Umerii sunt prelungiți și arcuiți în sus. Sânii, ombilicul și genunchii au fost marcați prin mici pastile de lut. Jumătatea inferioară a statuetei prezintă extragerea șoldurilor și a regiunii mușchilor fesieri, coapsele lipite și prelungite printr-un picior scurt, despărțite pe ambele fețe de câte o șănțuire verticală. Este ornamentată cu un decor incizat. | Muzeul Județean „Ștefan cel Mare”, Vaslui | Cimec    |
|      | Statuetă antropomorfă                         | Descoperit: jud. Vaslui, com. Dumești, Dumești, "Între pâraie" Material: lut; ardere, modelare cu mâna | Statuetă antropomorfă masculină, modelată din pastă fină cu pleavă tocată în compoziție, de culoare ocru-galben. Prezintă un cap realizat în prelungirea gâtului, umerii arcuiți în sus, în orantă. Toracele lung și abdomenul scurt. Peste torace este trecut un brâu, în diagonală, decorat prin incizie. Acest brâu este trecut și peste talie. Membrele prezintă o ușoară flectare. Sânii și ombilicul sunt marcați prin mici pastile de lut. | Muzeul Județean „Ștefan cel Mare”, Vaslui | Cimec    |
|      | Statuetă antropomorfă                         | Descoperit: jud. Vaslui, com. Dumești, Dumești, "Între pâraie" Material: lut; ardere, modelare cu mâna | Statuetă antropomorfă masculină, modelată din pastă fină cu pleavă tocată în compoziție, de culoare ocru-galben. Prezintă un cap realizat în prelungirea gâtului, umerii arcuiți în sus, în orantă. Toracele lung și abdomenul scurt. Peste torace este trecut un brâu, în diagonală, decorat prin incizie. Acest brâu este trecut și peste talie. Membrele prezintă o ușoară flectare. Sânii și ombilicul sunt marcați prin mici pastile de lut. | Muzeul Județean „Ștefan cel Mare”, Vaslui | Cimec    |
|      | Statuetă antropomorfă                         | Descoperit: jud. Vaslui, com. Dumești, Dumești, "Între pâraie" Material: lut; ardere, modelare cu mâna | Statuetă antropomorfă masculină, modelată din pastă fină cu pleavă tocată în compoziție, de culoare ocru-galben. Prezintă un cap realizat în prelungirea gâtului, umerii arcuiți în sus, în orantă. Toracele lung și abdomenul scurt. Peste torace este trecut un brâu, în diagonală, decorat prin incizie. Acest brâu este trecut și peste talie dar din care s-a mai păstrat doar pe partea posterioară. Membrele prezintă o ușoară flectare. | Muzeul Județean „Ștefan cel Mare”, Vaslui | Cimec    |
|      | Statuetă antropomorfă                         | Descoperit: jud. Vaslui, com. Dumești, Dumești, "Între pâraie" Material: lut; ardere, modelare cu mâna | Statuetă antropomorfă masculină, modelată din pastă fină cu pleavă tocată în compoziție, de culoare ocru-galben. Prezintă un cap realizat în prelungirea gâtului, umerii arcuiți în sus, în orantă. Toracele lung și abdomenul scurt. Peste torace este trecut un brâu, în diagonală, decorat prin incizie. Acest brâu este trecut și peste talie. Membrele prezintă o ușoară flectare. Sânii și ombilicul sunt marcați prin mici pastile de lut. | Muzeul Județean „Ștefan cel Mare”, Vaslui | Cimec    |
|      | Statuetă antropomorfă                         | Descoperit: jud. Vaslui, com. Dumești, Dumești, "Între pâraie" Material: lut; ardere, modelare cu mâna | Statuetă antropomorfă masculină, modelată din pastă fină cu pleavă tocată în compoziție, de culoare ocru-galben. Prezintă un cap realizat în prelungirea gâtului, umerii arcuiți în sus, în orantă. Toracele lung și abdomenul scurt. Peste torace este trecut un brâu, în diagonală, decorat prin incizie. Acest brâu este trecut și peste talie. Membrele prezintă o ușoară flectare. Sânii și ombilicul sunt marcați prin mici pastile de lut. | Muzeul Județean „Ștefan cel Mare”, Vaslui | Cimec    |
|      | Statuetă antropomorfă                         | Descoperit: jud. Vaslui, com. Dumești, Dumești, "Între pâraie" Material: lut; ardere, modelare cu mâna | Statuetă antropomorfă masculină, modelată din pastă fină cu pleavă tocată în compoziție, de culoare ocru-galben. Prezintă un cap realizat în prelungirea gâtului, umerii arcuiți în sus, în orantă. Toracele lung și abdomenul scurt. Peste torace este trecut un brâu, în diagonală, decorat prin incizie. Acest brâu este trecut și peste talie. Membrele prezintă o ușoară flectare. Sânii și ombilicul sunt marcați prin mici pastile de lut. | Muzeul Județean „Ștefan cel Mare”, Vaslui | Cimec    |
|      | Amforă cu gât înalt                           | Descoperit: jud. Vaslui, com. Dumești, Dumești, "Între pâraie" Material: lut; ardere, modelare cu mâna, pictare | Vas modelat din pastă fină, cu gât înalt și corp bombat, cu diametrul gurii puțin mai mare decât baza, pe umăr cu proeminențe perforate, are decorul pictat tricrom, pe fond alb, dispus în două registre. În ultima parte, vasul a rămas alb. O linie mai lată, neagră, trasă pe canelura de la baza gâtului, separă cele două metope formate. Prima, a gâtului, ornată cu șase ove, a doua a corpului, pictată pâna la linia neagră de deasupra bazei. Tot registrul corpului este acoperit, începând de la maxima bombare, cu un șir de patru spirale, îmbrăcate prin volute cu multe spire, ce pornesc din același centru, dar în sens contrar. | Muzeul Județean „Ștefan cel Mare”, Vaslui | Cimec    |
|      | Bol                                           | Descoperit: jud. Vaslui, com. Dumești, Dumești, "Între pâraie" Material: lut; ardere oxidantă, modelare cu mâna, pictare | Bol modelat din lut curat și ars oxidant. Este decorat, prin pictare bicromă, cu un motiv de hașuri cu negru pe fondul alb, decor ce acoperă în mare parte exteriorul. Pe calota circulară a părții de jos a vasului s-au trasat două-trei elipse alungite, ce închid câte două ove. Prezintă pe diametrul maxim o alveolă perforată vertical. Găsit, împreună cu alte cinci boluri, foarte aproape de vasele-trusă (depozitare ale uneltelor și a materiei prime pentru pictură). | Muzeul Județean „Ștefan cel Mare”, Vaslui | Cimec    |
|      | Cupă cu picior                                | Descoperit: jud. Vaslui, com. Dumești, Dumești, "Între pâraie" Material: lut; ardere, modelare cu mâna, pictare | Vas modelat din pastă fină, arsă oxidant și cu gura cilindrică, corpul ușor bombat, pe umăr o proeminență perforată vertical și un picior tronconic. Pictura, repartizată pe trei registre, separate vertical de câte o linie neagră-ciocolatie, este formată pe gât, dintr-o rețea de linii oblice brun-negre aplicate pe fond alb. Pe corp s-a pictat tricrom în cele doua registre verticale. | Muzeul Județean „Ștefan cel Mare”, Vaslui | Cimec    |
|      | Cupă cu picior                                | Descoperit: jud. Vaslui, com. Dumești, Dumești, "Între pâraie" Material: lut; ardere, modelare cu mâna, pictare | Cupă cu picior modelată din pastă fină, arsă oxidant, gura cilindrică, corpul ușor bombat, pe umăr o proeminență perforată vertical și picior tronconic. Pictată tricrom. | Muzeul Județean „Ștefan cel Mare”, Vaslui | Cimec    |
|      | Cupă cu picior                                | Descoperit: jud. Vaslui, com. Dumești, Dumești, "Între pâraie" Material: lut; ardere, modelare cu mâna, pictare | Cupă cu picior modelată din pastă fină, arsă oxidant, gura cilindrică, corpul ușor bombat, pe umăr o proeminență perforată vertical și picior tronconic. Pictată tricrom. | Muzeul Județean „Ștefan cel Mare”, Vaslui | Cimec    |
|      | Topor                                         | Datare: Perioada de tranziție neolitic-bronz Descoperit: jud. Vaslui, com. Fălciu, Fălciu, Fabrica de zahăr Material: silex; cioplire; lustruire | | Muzeul „Vasile Pârvan”, Bârlad            | Cimec    |
|      | Topor                                         | Datare: Perioada de tranziție neolitic-bronz Descoperit: jud. Vaslui, com. Fălciu, Fălciu, Fabrica de zahăr Material: amfibolit; cioplire; lustruire | | Muzeul „Vasile Pârvan”, Bârlad            | Cimec    |
|      | Vârf de suliță                                | Datare: Perioada de tranziție neolitic-bronz Descoperit: jud. Vaslui, com. Fălciu, Fălciu, Fabrica de zahăr Material: silex; cioplire; retușare | | Muzeul „Vasile Pârvan”, Bârlad            | Cimec    |
|      | Vârf de suliță                                | Datare: Perioada de tranziție neolitic-bronz Descoperit: jud. Vaslui, com. Fălciu, Fălciu, Fabrica de zahăr Material: silex; cioplire; retușare | | Muzeul „Vasile Pârvan”, Bârlad            | Cimec    |
|      | Idol "en violon"                              | Descoperit: jud. Vaslui, com. Blăgești, Igești, Scândureni Material: lut; modelare cu mâna; slupuit; lustruit; ardere oxidantă; perforare | | Muzeul „Vasile Pârvan”, Bârlad            | Cimec    |
|      | Idol "en violon"                              | Descoperit: jud. Vaslui, com. Blăgești, Igești, Scândureni Material: os; cioplire; lustruire | | Muzeul „Vasile Pârvan”, Bârlad            | Cimec    |
|      | Topor                                         | Datare: Tranziție la epoca bronzului Descoperit: jud. Vaslui, com. Fălciu, Fălciu, Fabrica de zahăr Material: cupru; turnare | | Muzeul „Vasile Pârvan”, Bârlad            | Cimec    |
|      | Colier de mărgele                             | Datare: Perioada de tranziție neolitic-bronz Descoperit: jud. Vaslui, com. Fălciu, Fălciu, Fabrica de zahăr Material: scoică; decupate circular; perforare; dental | | Muzeul „Vasile Pârvan”, Bârlad            | Cimec    |
|      | Pandantiv                                     | Descoperit: jud. Vaslui, com. Grivița, Trestiana, Așezarea de la Trestiana Material: os (colț de mistreț); cioplire; lustruire; perforare | | Muzeul „Vasile Pârvan”, Bârlad            | Cimec    |
|      | Statuetă                                      | Descoperit: jud. Vaslui, com. Grivița, Trestiana, Așezarea de la Trestiana Material: lut; modelare cu mâna | | Muzeul „Vasile Pârvan”, Bârlad            | Cimec    |
|      | Celt                                          | Datare: Sec. IX-VII a.Chr. Descoperit: jud. Vaslui, com. Grivița, Trestiana, Dealul Mare Material: bronz; turnare | | Muzeul „Vasile Pârvan”, Bârlad            | Cimec    |
|      | Topor Jászladány                              | Descoperit: jud. Vaslui, com. Poienești, Florești, Varniță Material: aramă; turnare | | Muzeul „Vasile Pârvan”, Bârlad            | Cimec    |
|      | Topor Jászladány                              | Descoperit: jud. Vaslui, com. Poienești, Florești, Varniță Material: cupru; turnare | | Muzeul „Vasile Pârvan”, Bârlad            | Cimec    |
|      | Vârf de lance                                 | Datare: Sec. XX-XII a.Chr. Descoperit: jud. Vaslui, Bîrlad, Cotu Negru Material: bronz; turnare | | Muzeul „Vasile Pârvan”, Bârlad            | Cimec    |
|      | Topor                                         | Datare: Sec. XX-XII a.Chr. Descoperit: jud. Neamț, com. Oniceni, Oniceni, Fundu Ocii Material: bronz; turnare | Topor (secure) realizat din cupru, cu tub de înmănușare cilindric cu partea superioară devenită dreaptă prin batere; tăiș lățit curb. | Muzeul „Vasile Pârvan”, Bârlad            | Cimec    |
|      | Topor cu aripioare                            | Datare: Sec. XII-XI a.Chr. Descoperit: jud. Vaslui, com. Grivița, Trestiana Material: fier; turnare; batere | | Muzeul „Vasile Pârvan”, Bârlad            | Cimec    |
|      | Fibulă passementerie                          | Datare: Sec. IX-VII a.Chr. Descoperit: jud. Vaslui, com. Grivița, Trestiana, Dealul Mare Material: bronz; batere | | Muzeul „Vasile Pârvan”, Bârlad            | Cimec    |
|      | Fibulă passementerie                          | Datare: Sec. IX-VII a.Chr. Descoperit: jud. Vaslui, com. Grivița, Trestiana, Dealul Mare Material: bronz; batere | | Muzeul „Vasile Pârvan”, Bârlad            | Cimec    |
|      | Fibulă cu scut                                | Școală: Atelier iliric Descoperit: jud. Vaslui, com. Grivița, Trestiana Material: bronz; turnare; batere | Lucrată din bronz prin turnare; lipsește acul care a fost lucrat din fier. | Muzeul „Vasile Pârvan”, Bârlad            | Cimec    |
|      | Fibulă cu scut                                | Școală: Atelier iliric Descoperit: jud. Vaslui, com. Grivița, Trestiana Material: bronz; turnare; batere | Lucrată din bronz prin turnare și batere; lipsește acul care a fost lucrat din fier; decor ștanțat. | Muzeul „Vasile Pârvan”, Bârlad            | Cimec    |
|      | Amuletă                                       | Datare: Sec. XIV-XII a.Chr. Școală: Atelier local Descoperit: jud. Vaslui, Bîrlad, Fabrica de cărămidă Material: os; cioplire; lustruire | | Muzeul „Vasile Pârvan”, Bârlad            | Cimec    |
|      | Topor de tip Vidra                            | Descoperit: jud. Vaslui, com. Mălușteni, Lupești, La Stuhărie Material: cupru; turnare | Topor tip „Vidra” din cupru prin turnare; tăiș arcuit, muchia subțire terminată cu o rotunjire a colțului stâng; gaura de înmănușare ușor rotundă. | Muzeul „Vasile Pârvan”, Bârlad            | Cimec    |
|      | Statuetă                                      | Descoperit: Trestiana, Groapă cultuală Material: lut | Statueta are o formă ușor tronconică cu baza plată, circulară și capul ușor teșit; Fața este redată prin ochi, incizii scurte, ușor oblice: părul este realizat prin incizii în zig-zag; sexul - un triunghi incizat. Piesa a fost găsită într-o groapă din locuința C/L3 de la Trestiana, construită cu scopul practicării unor ritualuri magice. Se încadrează în plastica culturii Starcevo-Criș. | Muzeul „Vasile Pârvan”, Bârlad            | Cimec    |
|      | Pintaderă                                     | Descoperit: , com. Grivița, Trestiana Material: lut; pastă fină | Pintadera descoperită în așezarea neoliticului timpuriu de la Trestiana este lucrată din pastă fină, lustruită și are forma unei gambe umane cu maleolele redate prin două mici proeminențe conice. Pe talpă este decorată cu incizii meandrice. | Muzeul „Vasile Pârvan”, Bârlad            | Cimec    |
|      | Săpăligă                                      | Material: corn de cerb | Piesa are ceafa mare, partea exterioară longitudinală curbă, vârful lustruit. | Muzeul „Vasile Pârvan”, Bârlad            | Cimec    |
|      | Măiastra de la Ignești                        | Descoperit: Igești Material: piatră neagră, dură | Piesa este lucrată din piatră neagră dură, redă o siluetă feminină realizată prin accentuarea bustului și a părților dorsale. Capul, aflat în prelungirea bustului, este redat prin două fațetări laterale în stilul cunoscut la figurinele culturii Cucuteni. | Muzeul „Vasile Pârvan”, Bârlad            | Cimec    |
|      | Idol "en violon"                              | Descoperit: Igești Material: os | Piesa are corpul relativ dreptunghiular, cu latura de jos arcuită și șoldurile marcate printr-o ușoară șănțuire. Bustul zvelt, înalt, cu umerii subliniați de o incizie orizontală, iar gâtul scurt, fin modelat. Capul rotund este crestat pe margine creând impresia unei aureole. Ochii sunt redați prin două adâncituri cu câte o înțepătură centrală. Piesa are incizat triunghiul pubian, unghiul ascuțit fiind tăiat de o perforație ovală. | Muzeul „Vasile Pârvan”, Bârlad            | Cimec    |
|      | Piesă de harnașament                          | Descoperit: , com. Bogdănești, Horoiata Material: os | Piesa are corpul arcuit, oval în secțiune; la mijloc prezintă două perforații rentangulare, între ele o alta circulară și la unul din capete se păstrează o perforație. Psalia este decorată la ambele capete, cu câte două rânduri de triunghiuri adâncite. | Muzeul „Vasile Pârvan”, Bârlad            | Cimec    |
|      | Pafta                                         | Datare: Sec.IV-V p.Ch. Descoperit: Bârlad Material: bronz | Pafta de formă circulară, prevăzută într-o parte cu o buclă pentru prindere. Piesa a fost găsită în mormântul 431 din necropola de la Bârlad - Valea Seacă. | Muzeul „Vasile Pârvan”, Bârlad            | Cimec    |
|      | Cataramă                                      | Datare: Sec.IV-V p.Ch Descoperit: Bârlad, Valea Seacă Material: metal alb, argint, aur | Catarama este realizată din argint, metal alb (?) și placată cu aur; veriga-oval alungită, spinul cu vârful lățit, îndoit, terminat într-o protomă (cap de șarpe ori pasăre); plăcile-una semicirculară, alta dreptunghiulară, prinse cu nituri; decor din incizii oblice, semicirculare, radiare etc. Piesa a fost găsită în mormântul 546 de la Bârlad-Valea Seacă, sec.IV-V. | Muzeul „Vasile Pârvan”, Bârlad            | Cimec    |
|      | Pahar                                         | Datare: Sec.Vp.Ch. Descoperit: Bârlad, Valea Seacă Material: sticlă de culoare alb-verzuie | Paharul are corpul conic ascuțit, buza marcată printr-o ușoară șănțuire. Sub buză are două creneluri. Paharul a fost descoprit în mormântul 501 din necropola de la Bârlad-Valea Seacă. | Muzeul „Vasile Pârvan”, Bârlad            | Cimec    |
|      | Mărgică                                       | Datare: Se. IV-Vp.Ch. Descoperit: Bârlad, Valea Seacă Material: sticlă, intarsie sticlă bleu, albastru, galben, alb | Mărgica este realizată din sticlă cu intarsii din sticlă bleu, albastră, galbenă și albă, formând 8 metope, dispuse în trei registre; decor cu motive florale și figurative. Piesa a fost descoperită în mormântul 546 din necropola de la Bârlad-Valea Seacă. | Muzeul „Vasile Pârvan”, Bârlad            | Cimec    |
|      | Medalion                                      | Descoperit: Bârlad, Valea Seacă Material: aur | Medalionul este realizat dintr-o monedă romană - SOLIDVS emisă de către împăratul Constans (337-350). Av.CONSTANS AVGVSVS; Bustul drapat și cuirasat al împăratului spre dr. RV. VICTORIE DDNN AVG; Victorie ținând o coroană cu : VOT X MVLT XX; în exergă: 1/TES. Atelier Thesalonic, emitent Constans. | Muzeul „Vasile Pârvan”, Bârlad            | Cimec    |
|      | Medalion                                      | Datare: Sec.IV p. Ch. Descoperit: Bârlad, Valea Seacă Material: aur | Medalionul realizat dintr-o monedă de aur SOLIDUS - emisă de împăratul CONSTANTINVS (337-361). Av. FEIVL CONSTANTIVS PER. P AVG; Bustul cuirasat și diademat al împăratului, spre dr.; Rv. GLORIA REIPUBLICAE; în centru coroană ținută de împărat cu VOT XXX:MVLT XXXX; în medalion prin atașarea unei urechiușe-verigă pentru suspendat. Medalionul a fost găsit în mormântul 507 de la Bârlad-Valea Seacă. Atelier Aquileia Constantius. | Muzeul „Vasile Pârvan”, Bârlad            | Cimec    |